# Breton (cheval)
Pour les articles homonymes, voir Breton (homonymie).
Ne doit pas être confondu avec Cheval en Bretagne.
Vous lisez un « article de qualité » labellisé en 2011.  Il fait partie d'un « thème de qualité ».
Le Breton est une race de chevaux de trait originaire de Bretagne. Issu de robustes petits chevaux locaux, son élevage s'organise dès la fin du XVIIe siècle sous l'influence de très nombreux croisements. Apprécié des militaires comme des paysans pour son amble confortable, sa capacité de traction et sa polyvalence, le Breton connaît un grand succès à l'arrivée du XXe siècle. Il quitte par trains et bateaux entiers sa Bretagne natale depuis Landivisiau. Il sert d'améliorateur pour d'autres races de chevaux de trait. En 1912, le stud-book de la race est officiellement créé pour rassembler ses deux types, le trait et le postier, avant d'être fermé aux apports de sang étrangers en 1951. S'il garde ses fonctions de cheval de trait plus longtemps que d'autres races françaises, les années 1970 marquent une forte réduction de l'élevage. La réorientation de celui-ci vers la production de viande à destination de l'Italie survient vers 1980. Avec l'essor de l'équitation de loisir dans les années 1990, le Breton retrouve ses anciennes fonctions de cheval d'attelage.
Le cheval Breton est très massif et musclé. Il présente souvent une robe alezane, et malgré sa taille modeste pour un trait, déploie un trot efficace et une grande puissance au travail. Plusieurs chevaux nommés « Breton » ont historiquement existé, chacun provenant d'un biotope spécifique. Si le bidet ambleur originel a désormais disparu, tout comme son descendant le Centre-montagne, officiellement, deux types de chevaux bretons sont reconnus. Le postier Breton, fleuron de l'élevage, est à l'origine un cheval de poste utilisé aussi bien pour l'attelage que pour les travaux des champs. Le trait Breton, le plus grand et puissant de tous, est historiquement élevé sur la côte nord de Bretagne et destiné au trait lourd agricole.
Le Breton est devenu au début du XXIe siècle l'un des chevaux de trait les plus présents en France, avec le Comtois, bien que l'expansion de son élevage soit surtout liée à l'hippophagie. Il continue à s'exporter. Le Brésil le reconnaît comme race. Grâce à sa rusticité, il entretient les espaces verts et valorise les pâturages de moyenne montagne. L'attachement des Bretons pour leur cheval est resté très fort, proche d'une « parenté totémique », comme en témoignent de nombreuses manifestations, et l'érection de statues à Callac et Landivisiau.

## Histoire

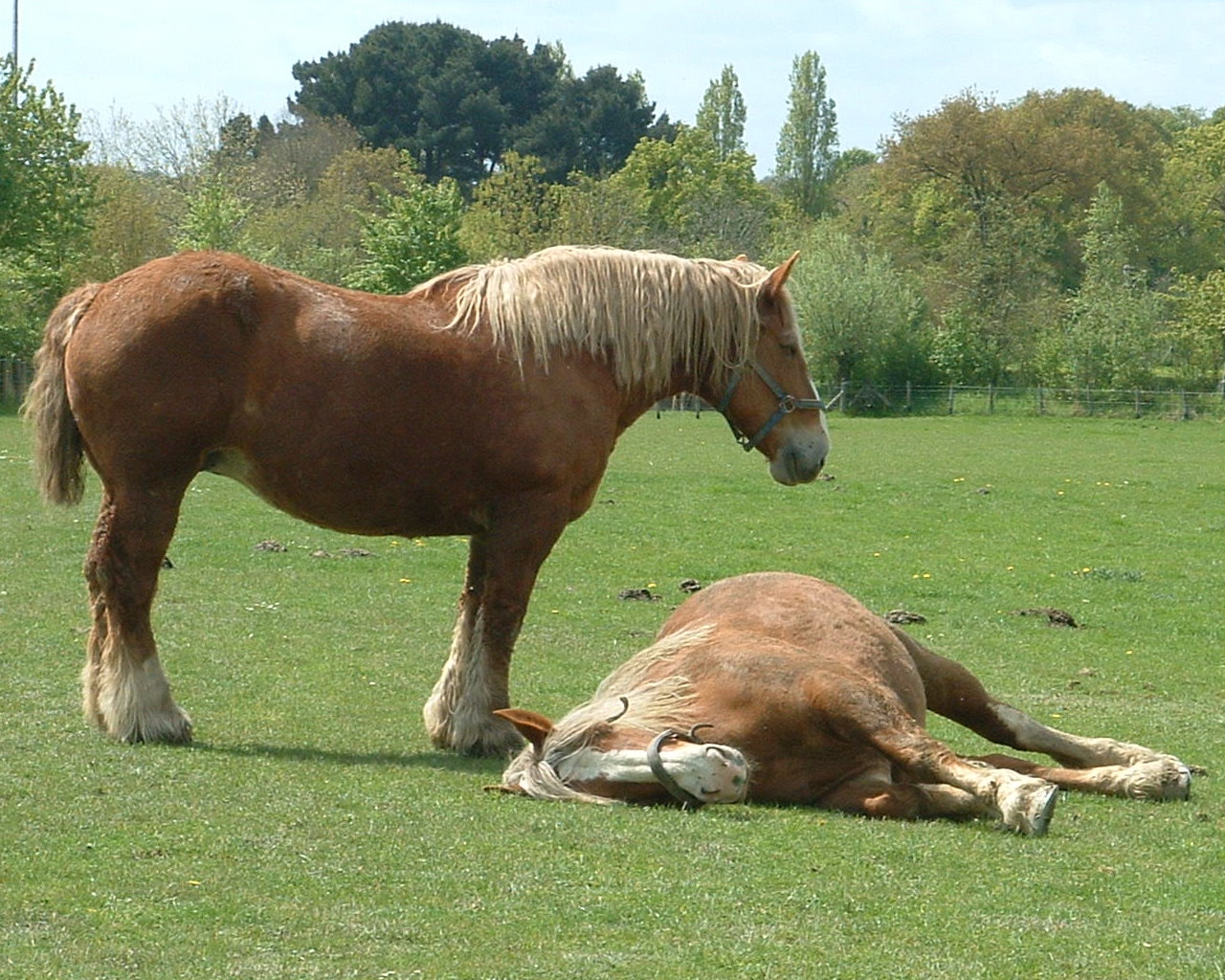
Juments de trait bretonnes au repos dans les prés de l'écomusée du Pays de Rennes.

Le Breton est sélectionné depuis toujours pour sa grande force et sa résistance. S'il est présent depuis des milliers d'années dans les montagnes du centre, sa forme actuelle est le résultat de très nombreux métissages depuis le Moyen Âge, avec des trotteurs du Norfolk, des Percherons et des Ardennais notamment.

### Origines
Une théorie trace l'origine du cheval Breton aux migrations aryennes depuis l'Asie, voici plus de 4 000 ans. Une variante suppose que des chevaux asiatiques se sont mêlés à la population équine locale. Une autre école de pensée fait descendre la race de chevaux élevés par les guerriers Celtes avant leur conquête de la Grande-Bretagne,,.
Les ancêtres du cheval Breton ont probablement joué un grand rôle pour les peuples gaulois établis en Armorique. Les Romains ne sont pas un peuple cavalier, cependant, leurs unités de cavalerie, principalement d'origine étrangère et notamment d'Afrique du Nord, ont peut-être laissé une trace sur le cheval Breton.

### Moyen Âge
À l'époque des croisades, le croisement des chevaux montagnards originels avec le cheval oriental ramené depuis ces terres lointaines donne le « bidet breton », selon un ouvrage de vulgarisation,. Une chronique rapporte qu'« en 1212, le duc Olivier de Rohan ramena neuf étalons arabes qu'il croisa avec le cheval breton ». Les allures confortables sont prisées, à mi-chemin entre l'amble et le trot, celles du cheval Breton font sa popularité comme cheval d'équitation au Moyen Âge,. En raison de cette particularité et de sa taille relativement réduite, il est surnommé le « bidet d'allures ».
Vers 1500, deux types se différencient déjà : le massif sommier du nord de la région, utilisé comme cheval de bât et pour les travaux de ferme, et le roussin du pays de Briec, plus fin et léger, monture de guerre également chevauchée pour les longs trajets,,.

### Du Moyen Âge à la fin duXVIIIesiècle
Le roussin ambleur médiéval se fait connaître, jusqu'au XVIIIe siècle, sous le nom de « bidet de Briec » ou de « cheval de la lande ». Il est à l'origine du fameux « bidet de Cornouaille », ou plus simplement « bidet breton ».
En 1666, Gabriel Calloet-Kerbrat conseille le croisement de la jument bretonne avec des étalons d'Allemagne et d'Angleterre. D'après Jacques Mulliez, à la fin du XVIIe siècle, dans les évêchés de Léon et de Tréguier, des efforts de sélection sont certainement faits sur les juments. Mieux nourries et abritées des intempéries, elles deviennent plus puissantes et remplacent peu à peu les bœufs à la traction. Bernadette Lizet voit dans cette profonde mutation du rapport à l'animal les débuts de l'élevage du cheval Breton.

### XIXesiècle

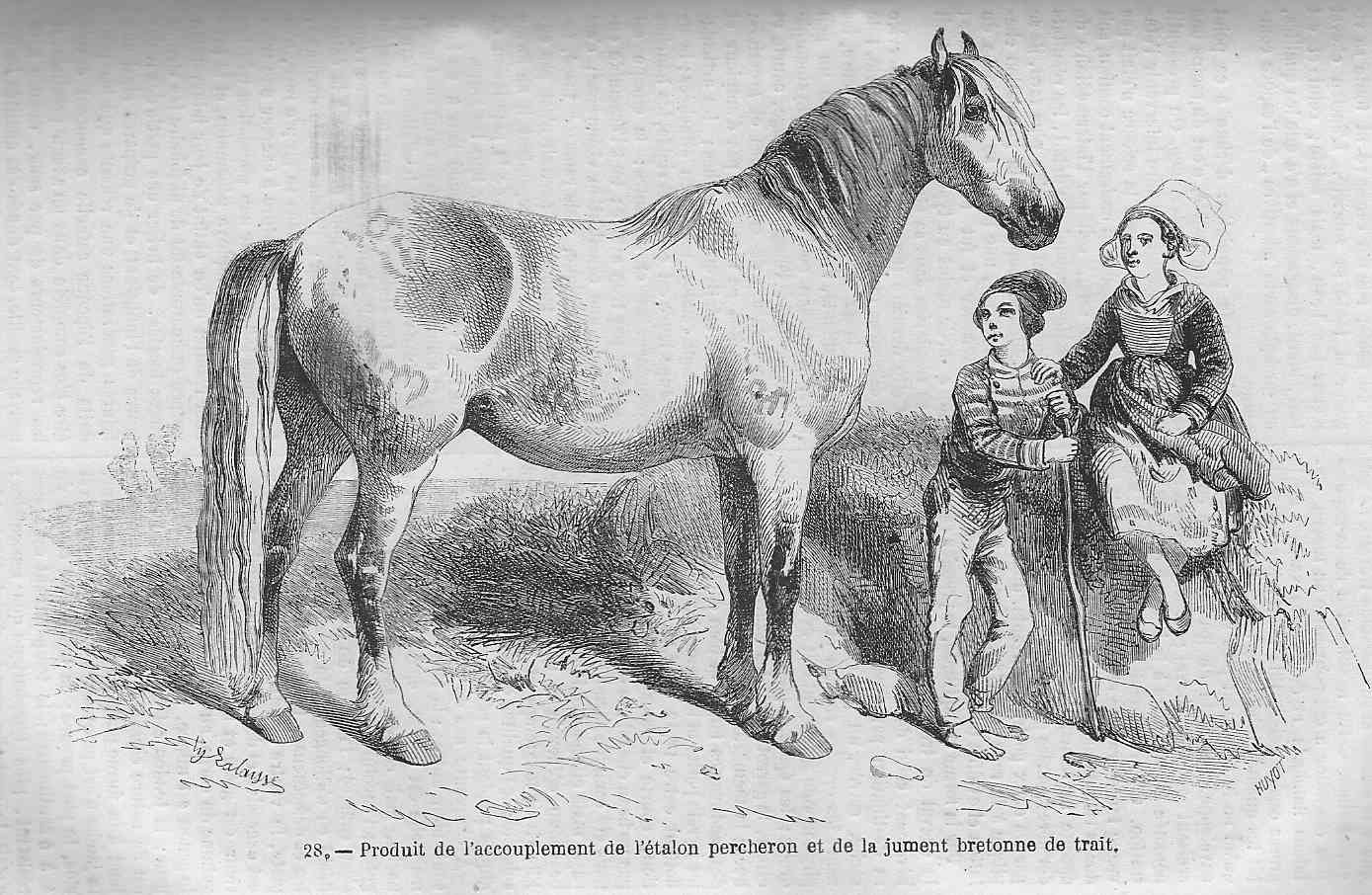
Gravure d'un cheval croisé Breton/Percheron dans l'encyclopédie pratique de l'agriculteur, publiée par Firmin-Didot et Cie, tome 5, 1877.

Au XIXe siècle, « la race de trait particulière à la Bretagne possède des qualités qui la font rechercher par toute la France et à l'étranger, pour les services du roulage, des diligences, des postes, et du train d'artillerie ». Une lettre envoyée depuis Morlaix au journal des haras en 1837 fait savoir que les chevaux Bretons sont certes peu élégants, mais « robustes et courageux, sobres et durs à la fatigue, peu sensibles aux intempéries et aux privations de toute espèce ».
Le développement du réseau routier à la fin du XIXe siècle modifie la race « de Léon », croisée avec des étalons carrossiers légers et notamment le trotteur Norfolk britannique, qui a une influence déterminante, et aboutit au type plus léger du cheval Breton, le postier. Il fait la renommée de la Bretagne à l'arrivée du XXe siècle. La race bretonne conserve de ses racines montagnardes le haras national, principal lieu d'élevage, situé dans le pays de Langonnet. La création du haras national d'Hennebont en 1857 en fait la capitale de l'élevage du cheval Breton.
Historiquement, les haras nationaux, manifestation de l'autorité française en matière d'élevage équin, tentent d'imposer leur standard d'allègement des chevaux. C'est pourquoi, au même moment, du sang arabe et Pur-sang ajouté à la race bretonne des montagnes du centre sous l'impulsion des haras nationaux mène à la création du type dit « cheval de Corlay », afin de fournir la cavalerie de l'armée. D'autres bidets sont croisés avec des Ardennais, pour les petits travaux de traction. La nécessité d'un stud-book pour la race bretonne est défendue dès 1897, mais ne devient effective qu'au début du siècle suivant.

### XXesiècleet après
Trop pauvre que je suis pour posséder un autre animal, du moins le Cheval d'Orgueil aura-t-il toujours une stalle dans mon écurie.

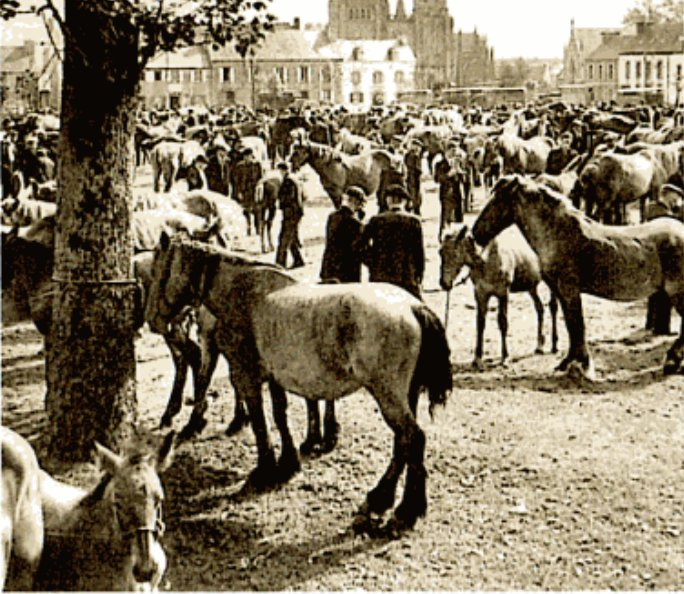
Chevaux Bretons sur une foire vers 1900-1910, dans le Finistère.

La modernisation des transports en Bretagne profite aux chevaux de trait et surtout à leurs éleveurs, qui exportent dès lors leurs animaux dans toute l'Europe, décuplant ainsi leurs ventes. En 1904, Paul Diffloth rapporte que le cheval Breton est « d'une sobriété et d'une rusticité à toute épreuve », bien qu'il manque d'élégance, un défaut « racheté par une vigueur et un courage exceptionnels ».

#### Création du stud-book et organisation de l'élevage
La création du stud-book du cheval breton avec deux livres séparés pour les types trait et postier résulte d'un conflit. En 1911, le premier tome de la section bretonne du stud-book des chevaux de trait français est ouvert par les éleveurs du Finistère nord, en refusant les animaux issus de croisements. La Société hippique de Saint-Pol-de-Léon y répond l'année suivante, en créant le stud-book de la race postière Norfolk-Bretonne, c'est-à-dire celui du postier Breton. En 1912, les livres sont fusionnés, mais des sections séparées sont toujours utilisées pour chaque type.
Sur toute cette période, la tendance générale est à l'augmentation de la taille des races de chevaux de trait pour gagner en puissance, grâce à des croisements : les autres races de trait, Shire ou encore Percheron, rencontrent beaucoup de succès à l'exportation et les éleveurs bretons souhaitent devenir concurrentiels sur ce marché en élevant des chevaux plus grands et plus lourds. En 1920, la décision est prise de permettre des apports de sang extérieurs afin d'insuffler du sang neuf dans la race. Toutefois, en raison de son endurance et de ses allures, le cheval Breton reste une exception. Le métissage est accusé de réduire ses qualités. Dans les années 1930, les infusions de sang d'autres races sont officiellement abandonnées,. Cela n'empêche pas certaines fraudes d'éleveur, qui importent des poulains ardennais entiers et leur donnent de faux papiers de chevaux bretons.
Le 4 janvier 1926, les deux sections du stud-book sont fusionnées par décision ministérielle sous la mention « trait », en raison d'un flou généralisé quant aux origines géographiques des chevaux. La même année, le type postier breton compte plus de 5 000 chevaux enregistrés. Tous les chevaux bretons sont enregistrés ensemble depuis cette date. Le postier breton est toutefois soumis à des tests de performance à l'attelage. Les éleveurs se dirigent vers le cheval d'attelage léger plus près du sang recherché par l'armée, ou vers le cheval de trait lourd comme en recherche la société nationale des agriculteurs. Les inscriptions au stud-book sont trop peu nombreuses, et la fermeture de celui-ci est envisagée. En réalité, certains meuniers et petits éleveurs de Bretagne font saillir illégalement des étalons non enregistrés proches du type bidet, avec une relative tolérance des autorités, jusque dans les années 1930. Ces petits chevaux solides sont recherchés sur les exploitations agricoles des régions difficiles de la Bretagne. La plupart des éleveurs ne font donc pas appel aux étalons des haras nationaux. En réponse à cette tendance, le type Centre-Montagne, correspondant à la plus petite variété de la race bretonne, est reconnu officiellement. En 1951, le registre d'élevage du Breton est officiellement fermé aux chevaux non issus de parents enregistrés ou nés à l'extérieur de la Bretagne historique, dont fait partie l'actuelle Loire-Atlantique. En 1966, l'ancien cheval Breton de type « bidet », tel qu'il existait avant les croisements, a cependant « pratiquement disparu ».

#### Commerce

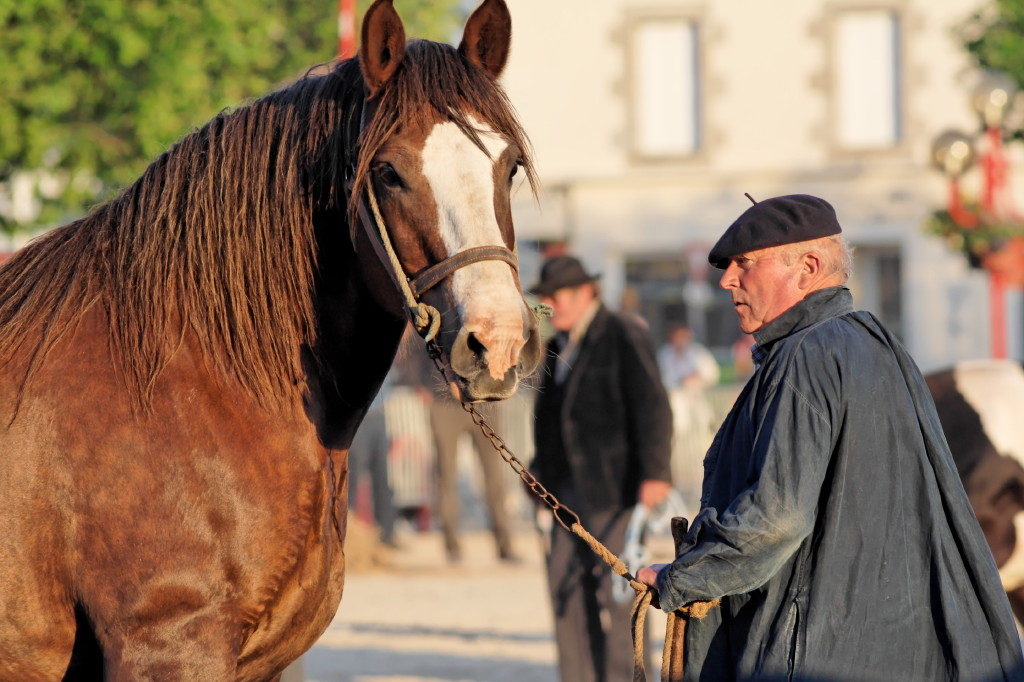
Trait Breton dans une reconstitution de la foire aux chevaux de Landivisiau.

Le cheval breton dit « postier » est largement exporté, avec un pic atteint entre les années 1900 et 1940, où des trains remplis de chevaux partent de la gare de Landivisiau vers toute la France, tandis que des bateaux lui font gagner le sud de l'Europe (Italie et Espagne), l'Allemagne, l'Angleterre, l'Afrique du Nord, l'Amérique du Sud et le Japon. Pour la seule année 1939, 18 000 chevaux quittent ainsi la Bretagne. Ces chevaux sont essentiellement des animaux de travail déjà dressés, amenés à Landivisiau depuis leurs élevages de Cornouaille et du Vannetais. Ils servent dans les vignes du bordelais et de la Méditerranée, ainsi qu'aux agriculteurs de Vendée et du Massif central, aux mines du Nord et sont envoyés à l'abattoir de Vaugirard lorsqu'ils sont réformés.

#### Étalons influents
La race bretonne est influencée par un certain nombre d'étalons raceurs. Le plus connu est Naous, un demi-ardennais né en 1934 d'un étalon breton et d'une jument importée. La jument Ninon, née en 1957, donne les deux étalons Var Vella (en 1965) et Arguella (en 1966), qui à eux deux donnent naissance à 24 étalons, eux-mêmes pères de 110 étalons. Né en 1979, Nirée de l'élevage de la famille Desrues à Vergéal, fils de Var Vella et de Idole, marque fortement l'élevage dans les années 1990 avec Ici Landi (né en 1974), Norgant (né en 1979) et Riton (né en 1983), deux fils de Gouedic et pères de chevaux réputés. Anvers (né en 1988) donne des pouliches de qualité, tout comme ses fils Glomel & Gabarit (né en 1994) et Jackson (né en 1998).

#### Déclin de la race
Aujourd'hui, ces gros lourdauds connaissent un regain d’intérêt avec la boucherie; faire du cheval lourd, c'est facile il n'y a pas besoin d'être un bon éleveur [...] Quand je vois ces chevaux faire maintenant une tonne, à quoi ça rime pour la traction ? [...] En trois ans, les aplombs sont foutus, les reins n'en parlons même pas ! Pour le bifteck, d'accord, et c'est pareil pour vos « Bretons » si allants et si forts sous les 800 kg, qui vont bientôt aborder les 1 000 kg de viande sur un squelette et des membres faits pour soutenir des poids bien inférieurs à la tonne ! [...] Pour moi, ce ne sont plus des chevaux de trait, mais des bêtes à viande.
En 1948, « les départements bretons figurent parmi les plus riches en chevaux. On en compte 19 par kilomètre carré dans le Finistère, 13 dans les Côtes-du-Nord, 11 en Ille-et-Vilaine, 7 dans le Morbihan ». Une particularité de la Bretagne est d'avoir gardé un élevage de chevaux relativement important plus tardivement que dans d'autres régions de France. Les débouchés locaux suffisent. Jusque dans les années 1960, les chevaux continuent d'être élevés et exportés grâce à une jumenterie que Bernadette Lizet qualifie d'anachronique au regard de la situation française. Les chevaux partent sur de petites exploitations, par exemple au travail viticole dans le Midi. Les éleveurs se approchent de leur syndicat d'élevage et des haras nationaux durant les temps difficiles des années 1960 et 1970, où seules les primes à l'élevage et les concours agricoles leur permettent de subsister. L'INRA et l'Institut national agronomique effectuent différentes analyses démographiques et génétiques quant aux populations de chevaux de trait, toutes menacées. En 1980, les chercheurs en concluent que la race bretonne est victime de consanguinité, de dérive génétique, et de la disparition de ses structures de coordination. L'âge avancé de ses éleveurs rend sa situation précaire.

##### Sélection bouchère

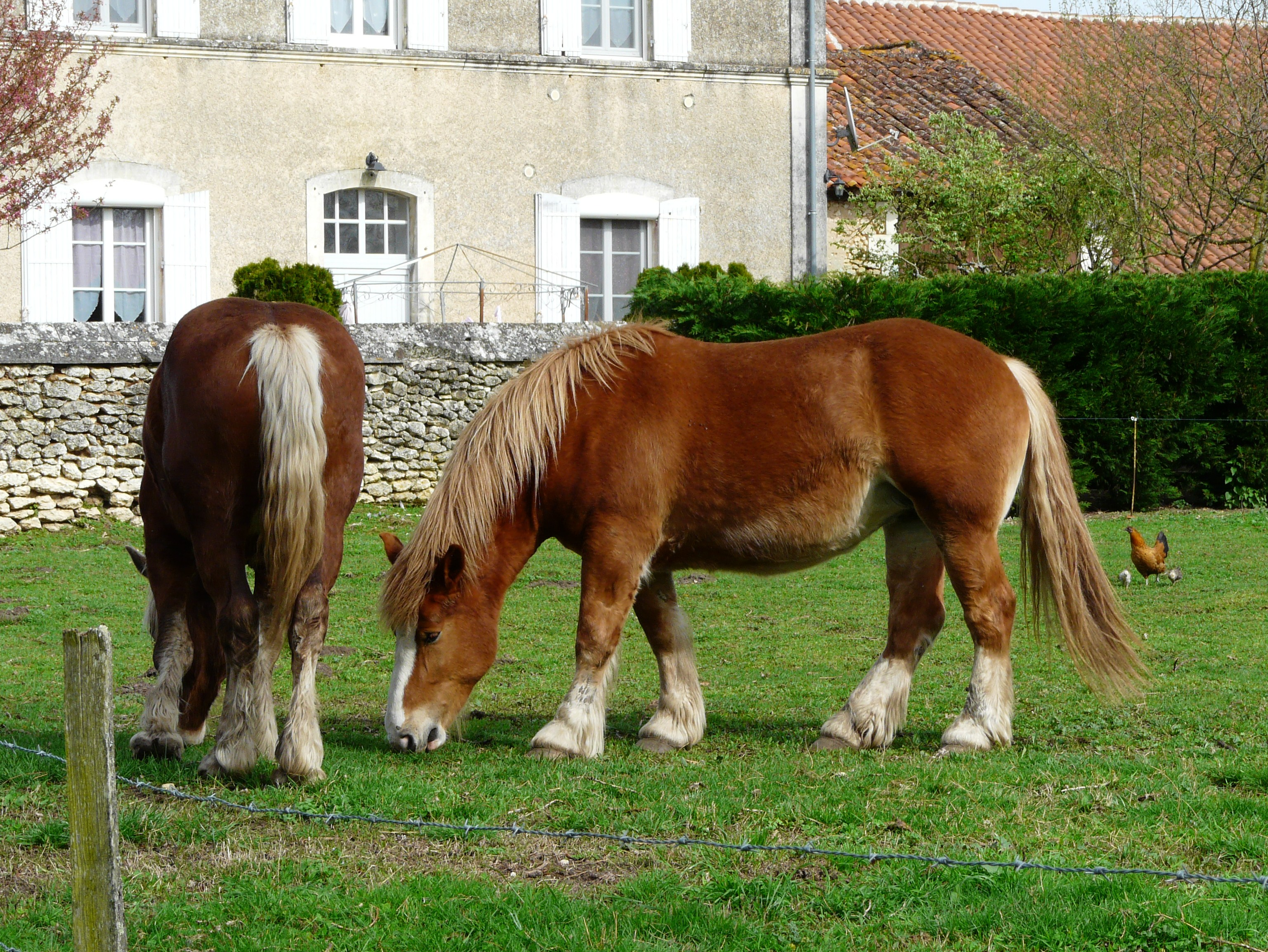
Traits bretons lourds de type boucher à Creyssac.

Seule la reconversion pour le marché de la viande permet à la race bretonne de subsister. Les éleveurs locaux se montrent d'abord réticents, mais en 1978, l'éleveur de porc et fils d'étalonnier breton François Coatalem engage un partenariat avec les haras nationaux pour développer ce débouché. L'année suivante, il obtient la mise en place d'un quota d'abattage de chevaux d'origine française. C'est toutefois l'ouverture vers le marché italien, grand consommateur de viande de cheval de trait, qui entraîne la vague d'engouement pour le cheval breton lourd et une sélection suivant de nouveaux critères. Dès lors, les chevaux sont recherchés les plus gros possibles en dépit des problèmes d'aplombs occasionnés, et s'élèvent en plein air intégral. Ce modèle d'élevage s'exporte dans le massif central et les Pyrénées. En 1984, les allures des chevaux bouchers n'étant plus prises en compte, le test d'allures des étalons de type postier est supprimé. La distinction entre les types trait et postier devient moins évidente. En 1985, le haras d'Hennebont envoie un énorme étalon reproducteur de type boucher nommé Oscar à Bannalec, dans le Finistère.

##### Disparition du Centre-Montagne
La sélection bouchère est fatale au Centre-Montagne qui, étant la plus petite des variétés de la race, est aussi considérée comme la moins adaptée à la production de viande. Les étalons Centre-Montagne ne parviennent plus à saillir les juments trop grandes qui leur sont présentées en liberté. La disparition de ce type traditionnel de la race provoque un malaise chez certains éleveurs, qui regrettent les « bonnes petites juments » du pays. En réponse, ils montrent un nouvel engouement pour leur patrimoine et pour les chevaux plus légers à l'arrivée des années 1990.

##### Fertilité
Les étalons bretons ont la réputation d'être gras et peu fertiles : en 1985, en Ille-et-Vilaine, seules 30 % des juments saillies par des étalons bretons sont pleines. L'invention du spermogramme permet de corriger le problème en écartant les étalons les moins fertiles de la reproduction. L'introduction de l'insémination artificielle privilégie aussi de nouveaux critères de sélection : moins que le poids, les allures, les aplombs ou le modèle, c'est la fertilité qui est prise en compte pour l'agrément d'étalon. Il en résulte une baisse de diversité génétique, heureusement contrebalancée par la multiplication des élevages hors berceau dans les Pyrénées et le Massif central. L'insémination artificielle permet aussi d'obtenir le sperme d'étalon distants géographiquement et donc d'augmenter les choix possibles des éleveurs.

#### Regain des activités de loisir et politique d'expansion

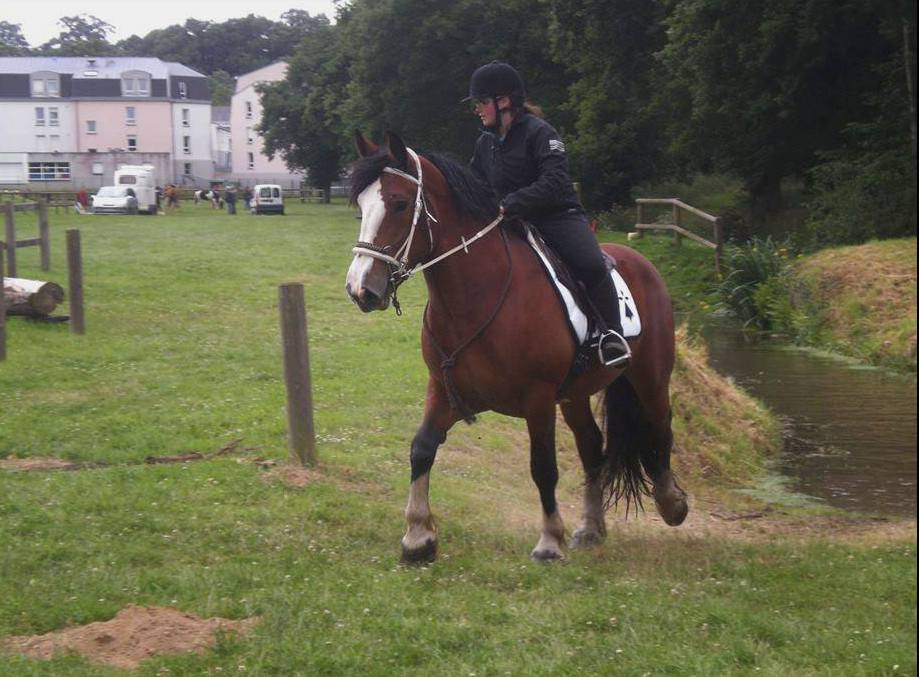
Antic, jument postière bretonne baie, pendant la qualification loisir organisée au haras national de Lamballe. Primée par l'IFCE.

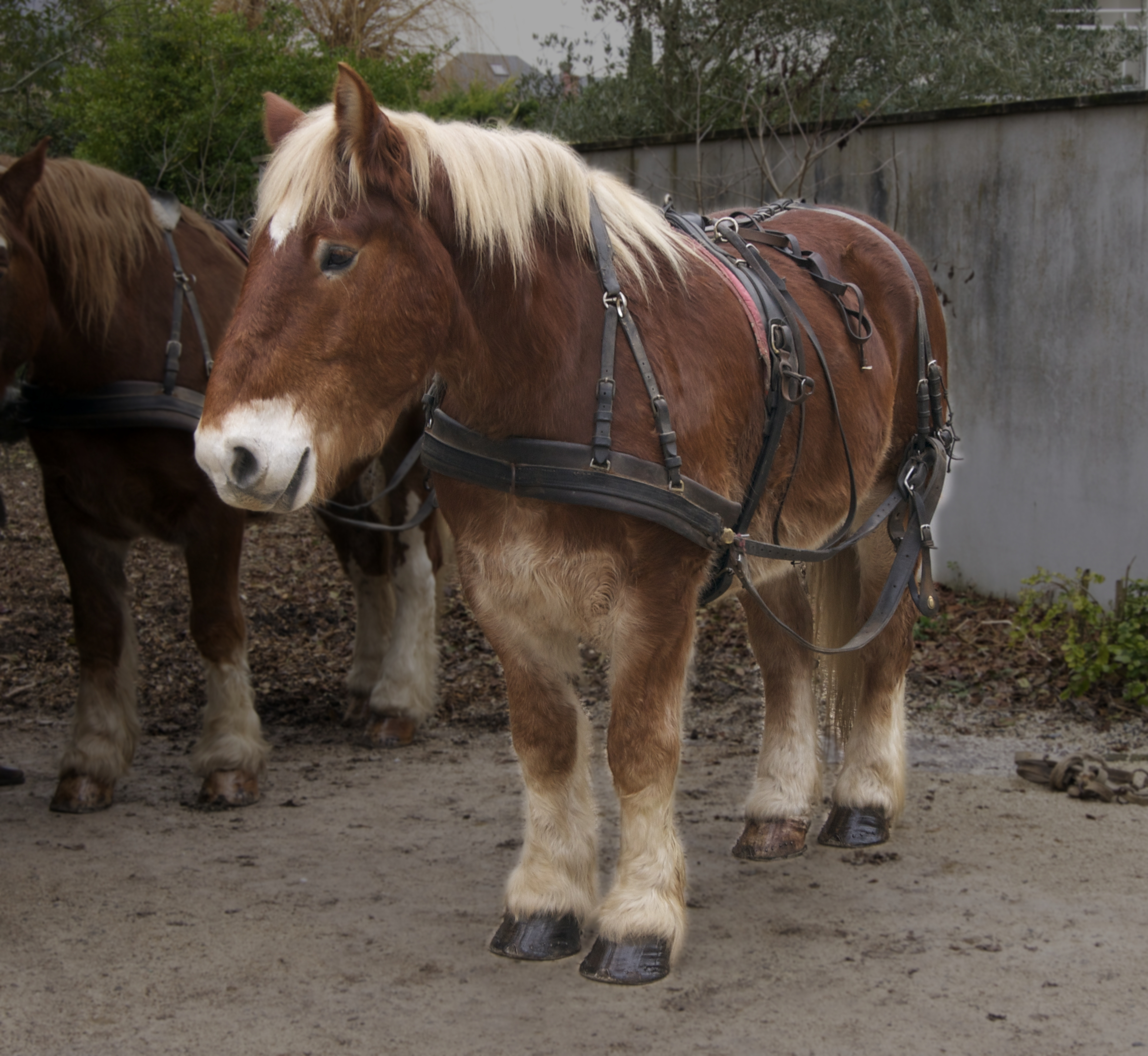
Trait breton à La Rochelle.

À partir des années 1990, la vague du cheval de loisir, liée au retour à la terre des néo-ruraux, provoque un regain d’intérêt pour le postier d'attelage. Bernadette Lizet y voit aussi une réaction à la disparition du type dit Centre-Montagne, les éleveurs souhaitant préserver les lignées légères du cheval Breton. Dès lors, le brillant des allures, le geste du genou et le trot soutenu sont à nouveau recherchés. Une série de mesures est mise en place par les haras nationaux pour favoriser ce marché, dont l'interdiction de la caudectomie chez les chevaux de trait en 1996, vue comme une hérésie par certains éleveurs traditionalistes. Les haras nationaux lancent un nouveau type de communication autour des attelages, et des villes se passionnent pour les loisirs équestres. À Loudéac, la fête du cheval est l'occasion de voir tous les types de chevaux bretons dans une démarche de valorisation de la culture régionale. Les concours d'utilisations traditionnelle et les routes du cheval de trait se multiplient. Une nouvelle génération d'éleveurs prend la relève ; issus de milieux non agricoles, ils acquièrent des chevaux bretons dans une démarche de conservation et d'utilisation pour les loisirs. L'utilisation de chevaux Bretons au travail n'a pourtant pas cessé de diminuer jusqu'à l'arrivée du XXIe siècle : vers 1984, les maraîchers Bretons employaient encore 400 chevaux pour leur activité, mais en 2004, tous ou presque ont disparu. Le Breton fait partie des races de chevaux dont les éleveurs peuvent bénéficier de la « Prime aux races menacées d'abandon » (PRME), mise en place en France en 1997, d'un montant de 100 à 150 € en 2004.
Le cheval Breton bénéficie, comme le Comtois, d'une politique d'expansion régionale. Alors que les chevaux stationnés hors de Bretagne historique n'étaient pas comptabilisés au stud-book de la race, un recensement des élevages bouchers dans les Pyrénées et le Massif central permet, en une dizaine d'années, un doublement des effectifs (1 700 animaux recensés en 1990 contre plus de 3 400 en 2002). Le marché de la viande s'effondre toutefois avec la construction européenne, qui favorise les importations. Les haras nationaux accompagnent le mouvement de reconversion de la race vers les loisirs. Le haras national d'Hennebont se transforme en pôle culturel conçu comme un musée de plein air et évite de montrer les éléments en rapport avec la viande. Le haras national de Lamballe s'investit davantage encore en menant une politique de soutien à l'élevage de loisir, au grand dam des éleveurs de lourd.
La race bretonne est gérée par le Syndicat des Éleveurs du Cheval Breton (SECB) reconnu depuis le 23 avril 2003 comme association nationale de race. Le syndicat de race a mené une politique d'ouverture aux éleveurs néo-ruraux, ce qui a permis de multiplier le nombre d'adhérents (de 500 à 1 400 après la politique d'ouverture).

## Types historiques de la race bretonne
Historiquement, un très grand nombre de chevaux différents portent ou ont porté le nom de « Breton », ce qui explique que les armées cherchant jadis des chevaux de selle vifs pour les officiers et des chevaux d'artillerie pour la traction des canons pouvaient se fournir entièrement sur les foires de Morlaix ou de la Martyre. Les différences entre les types de chevaux sont dues au sol et la nourriture : le littoral du Nord produit en général une nourriture abondante, tandis que les montagnes du centre offrent un environnement difficile pour l'élevage. Le nom « cheval Breton » désigne cependant par défaut le cheval de trait dès le XIXe siècle. Les aptitudes variées de la race sont liées aux structures agricoles bretonnes : jusqu'aux années 1900, un même cheval devait être apte à tracter la herse au pas dans les champs et à se rendre au marché au trot sur les routes. Les croisements du Breton avec des Percherons, des Boulonnais et des Ardennais sont souvent des échecs, ces étalons reproducteurs massifs ne convenant pas à la taille réduite des juments bretonnes. Officiellement, les haras nationaux, le syndicat de la race et la plupart des éleveurs ne distinguent désormais que deux types de chevaux Bretons : le trait et le postier. La différence de modèle s'explique par l'utilisation des chevaux, le trait Breton étant destiné à la traction lourde au pas (qui exige des chevaux un placement de l'encolure presque à l'horizontale), et le postier à la traction au trot (qui, au contraire, s'effectue avec l'encolure relevée). Les éleveurs Bretons mettent en avant les aptitudes mixtes de la race.

### Centre-Montagne
Également appelé « petit trait Breton » et historiquement issu des zones montagneuses, il s'agit de la plus petite des variétés de la race bretonne. Il est reconnu en 1927 parmi les types officiels de la race, avec le trait et le postier, et toise alors environ 1,40 m. Il descend des bidets de montagne, et aurait survécu « parce qu'il y a toujours eu des éleveurs pour monter à cheval, dans la montagne »,. Son exportation en Italie est à l'origine de la formation du trait italien, ou T.P.R. (Tiro pesante e rapido) : au cours des XIXe et XXe siècles, les agriculteurs italiens avaient tenté d'utiliser le trait belge pour améliorer leur cheptel local, mais la descendance s'est avérée trop lourde et lente pour le travail de traction demandé. En Espagne, le Centre-montagne est à l'origine de l'Hispano-Breton, issu du croisement entre des juments du nord du Portugal et de l'Espagne avec des étalons bretons, au début du XXe siècle. L'Hispano-Breton est reconnu comme race autochtone de Castille depuis 1998. Le Centre-Montagne a disparu de Bretagne dans les années 1980, du fait de la sélection pour la viande.

### Postier Breton

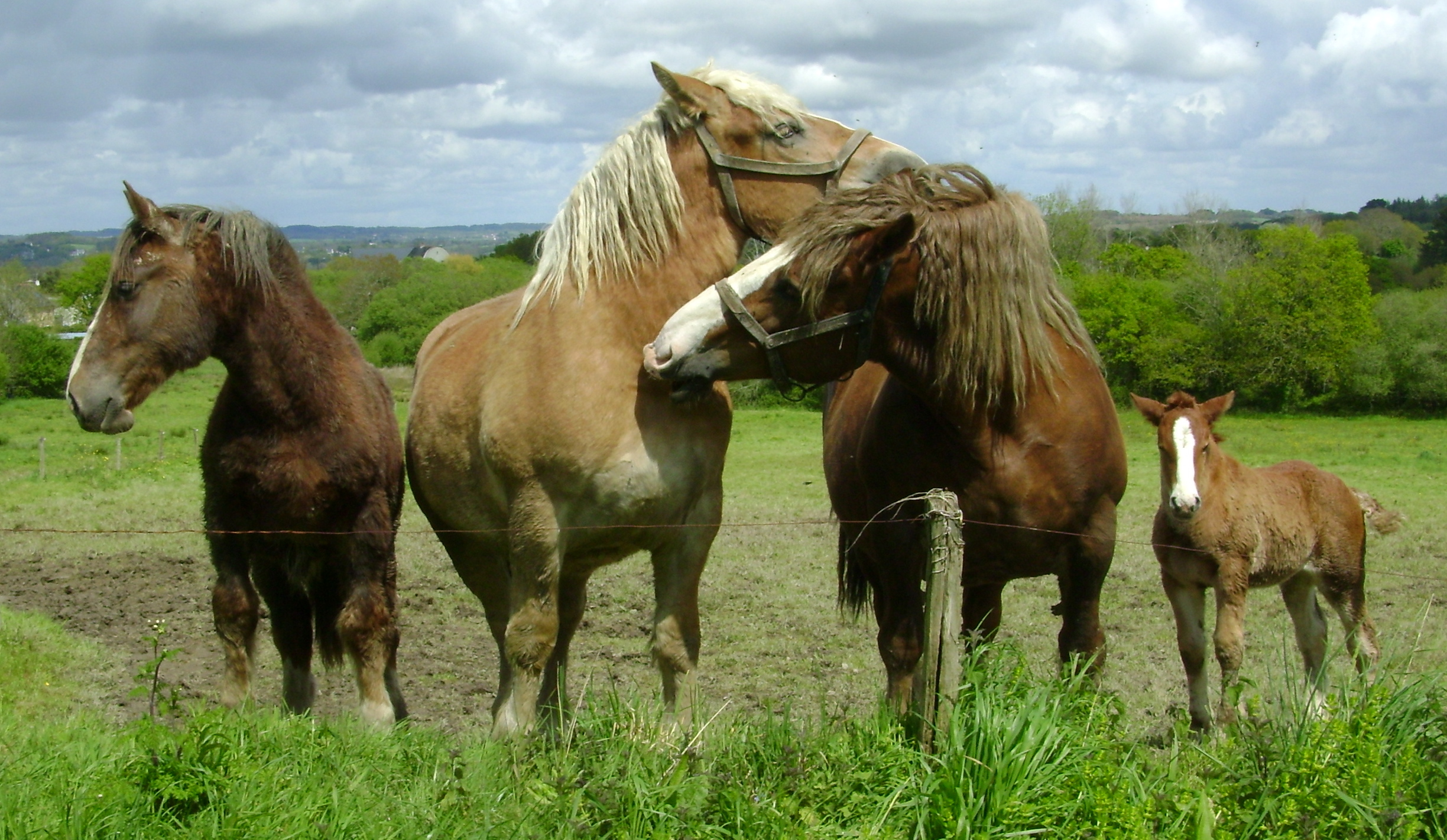
Postiers bretons dans une pâture à Daoulas

Le type postier, « fleuron de la race », est considéré comme « l'un des plus précieux patrimoines zoologiques français », un symbole de la « réussite zootechnique », et l'exemple le plus notoire de la réussite d'un croisement. Son nom vient de son utilisation historique pour tirer les chariots des postes. Ses ancêtres ont été largement utilisés par l'artillerie de la Grande Armée, et décrits comme une version allégée du Suffolk Punch, un cheval de trait de Grande-Bretagne. La forte demande en chevaux de poste au XIXe siècle pousse à des croisements avec des étalons normands et Percherons, faisant émerger un type dit « Trait Breton percheronisé » et introduisant la robe grise dans la race.
Le postier proprement dit est développé à la suite des croisements des juments du Léon avec le trotteur Norfolk et le Hackney, au début du XXe siècle, sous l'influence de quelques aristocrates et notables de la région inspirés par le succès des chevaux anglais. Ces croisements sont surtout motivés par la demande militaire en chevaux d'artillerie, et suivent la mode d'époque pour la recherche du sang. Le postier Breton se fait notamment connaître en 1905 grâce au concours central hippique de Paris. L'influence du trotteur Norfolk reste assez discrète, car selon Martial Cornic, il suffit d'une génération pour que le Norfolk-Breton retrouve ses caractères bretons.
Il est plus léger et étendu dans ses allures que le trait. Ses allures très soutenues lui permettent de tenir un train de 10 km/h en tirant le double de son poids. Toisant environ 1,55 m, il est élevé principalement dans le centre de la Bretagne. C'est un bon cheval d'attelage capable de réaliser des travaux de trait léger. La sélection pour la viande fait que lorsque le succès de l'attelage pousse les éleveurs à sélectionner à nouveau des chevaux plus légers (années 1990), peu de différences existent encore entre le type postier et le type trait, tous deux élevés au poids. Dans les années 2000, au haras national de Lamballe, des postiers bretons rigoureusement sélectionnés sont croisés avec des chevaux de sang légers (trotteurs et Pur-sangs), dans le but d'obtenir en troisième génération des chevaux postiers plus légers à réintégrer parmi la race bretonne, avec peu de succès : les éleveurs voient naître des chevaux hybrides au profil convexe, ils ont le sentiment de perdre leur race.

### Trait Breton

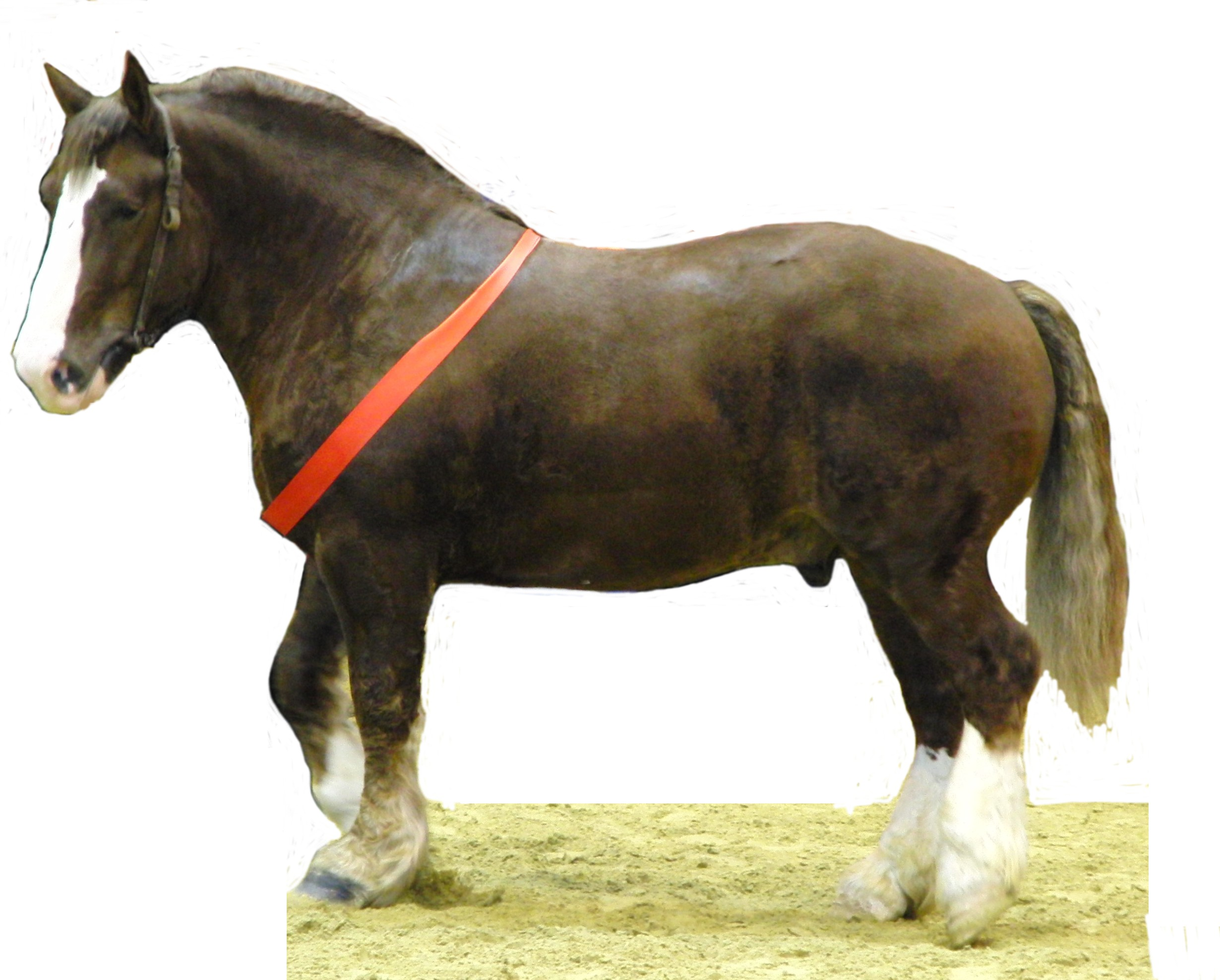
Étalon breton de type lourd, au salon international de l'agriculture.

Le trait Breton est issu de croisements avec des Ardennais et des Percherons effectués par les paysans pour leur travail agricole, afin d'obtenir des chevaux plus puissants, et aptes à tracter de pesants outils. L'étalon « raceur » demi-Ardennais Naous, notamment, a eu une grande influence avant la Première Guerre mondiale. Le trait Breton est très fort en rapport avec sa taille, originellement élevé dans la zone côtière du nord de la Bretagne, vers Merléac, il toise environ 1,60 m. Ce type en a absorbé un autre, plus ancien et plus lourd, le « Grand breton », qui a servi d'améliorateur pour de nombreuses autres races de trait. Désormais élevé presque essentiellement pour sa viande, le trait Breton forme le type le plus fréquent chez la race, et peut peser la tonne.

## Description

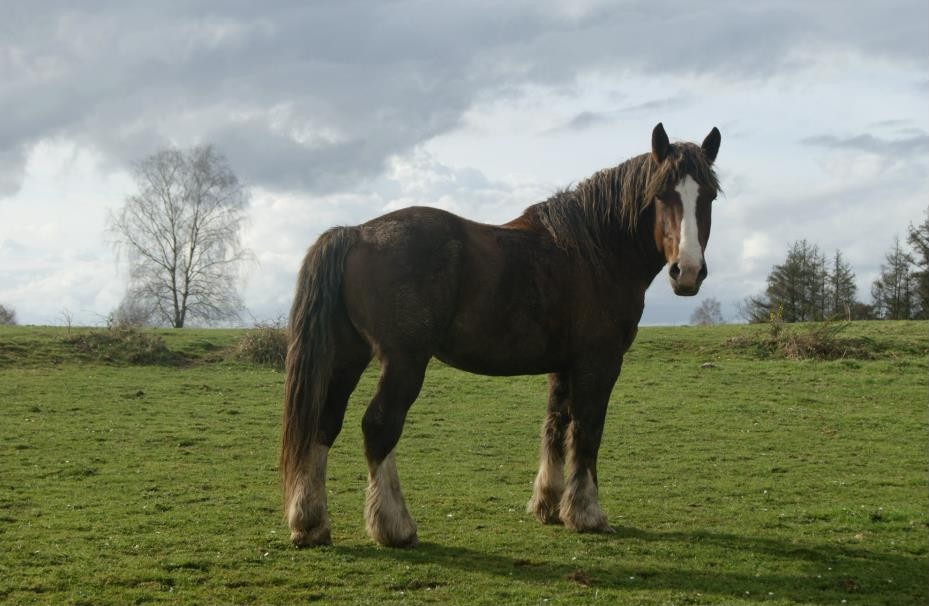
Étalon postier breton.

Le cheval Breton est caractérisé par sa masse très imposante, donnant l'impression d'un cheval « excessivement éclaté dans ses deux bouts ». Ses membres courts le rendent « près de terre ». Il est très musclé aux épaules et aux cuisses. Du fait des nombreux modèles de la race, la taille des animaux varie de 1,45 m minimum à 1,70 m pour les plus grands spécimens, bien que la moyenne se situe entre 1,55 m et 1,63 m, pour un poids de 750 kg,,. Ce poids peut aisément atteindre la tonne pour les chevaux de boucherie.

### Standard morphologique
En France, le cheval breton doit, pour être admis à la reproduction, être conforme à un standard morphologique. Il existe officiellement deux types : le trait, le plus compact, et le postier, plus léger, plus étendu dans ses rayons et ses allures. Le Postier est, de manière générale, plus réputé que le trait et se rapproche davantage du cheval de sang.

#### Tête

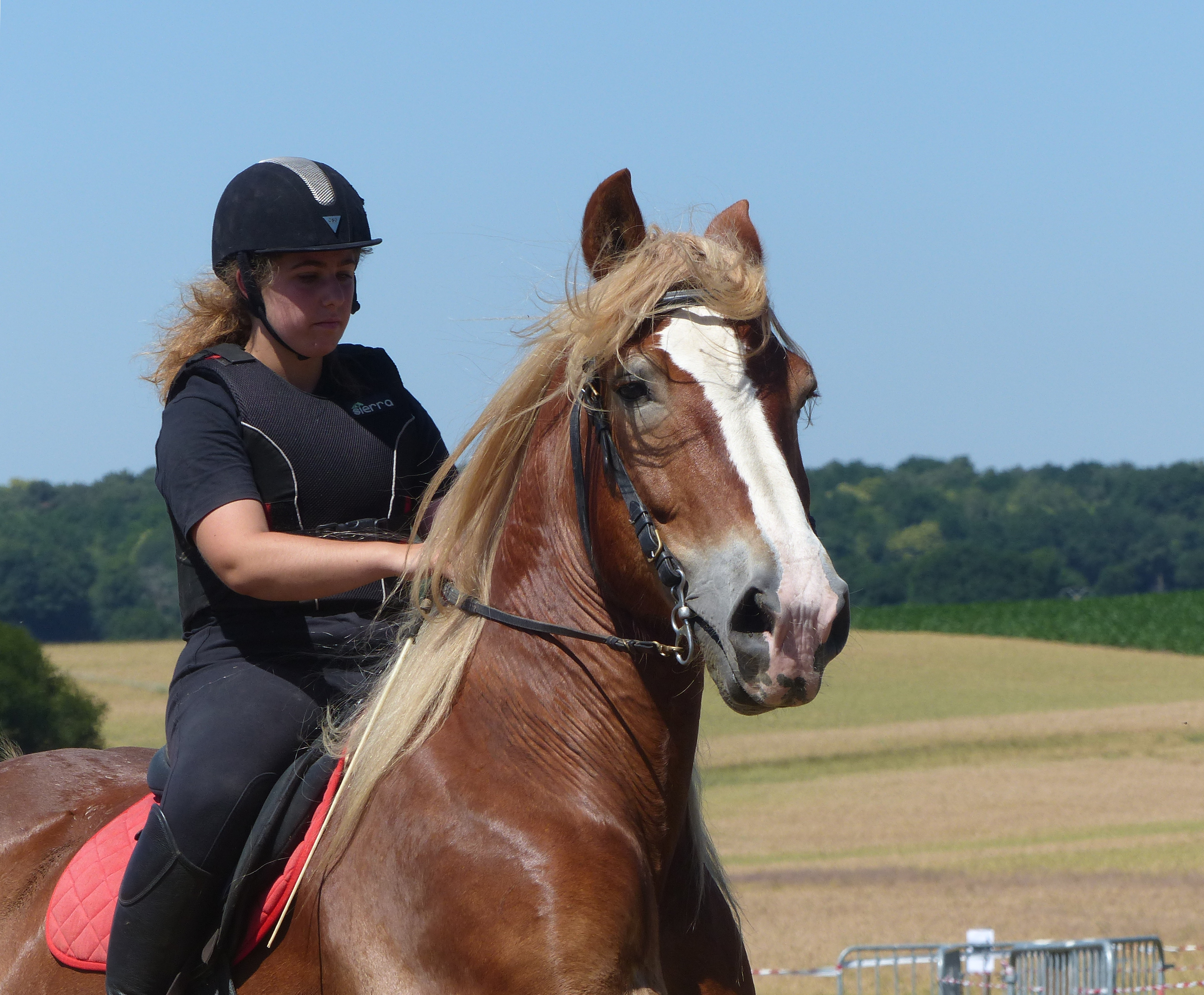
Tête d'un Breton alezan crins lavés.

La tête est courte et carrée, de volume moyen, au profil rectiligne (certaines lignées possèdent toutefois une tête camuse) et au front large, de taille moyenne, bien proportionnée, avec des naseaux larges et bien ouverts, recherchée expressive et avec l’œil vif. Les oreilles sont petites et très mobiles, assez basses,,,.

#### Avant-main, corps et arrière-main
L'encolure est généralement courte (mais recherchée longue), forte, large et très musclée, légèrement courbée et bien greffée. Le poitrail est très éclaté, la poitrine profonde, le garrot souvent écrasé et peu apparent. L'épaule, souvent courte (mais recherchée longue) et oblique, est attachée à un corps compact, au dos court, tendu, large, puissant et fort. Le cheval a du coffre et ses côtes sont arrondies. L'arrière-main est très puissante, dotée d'une croupe large, arrondie, et souvent double,,,,.

#### Membres

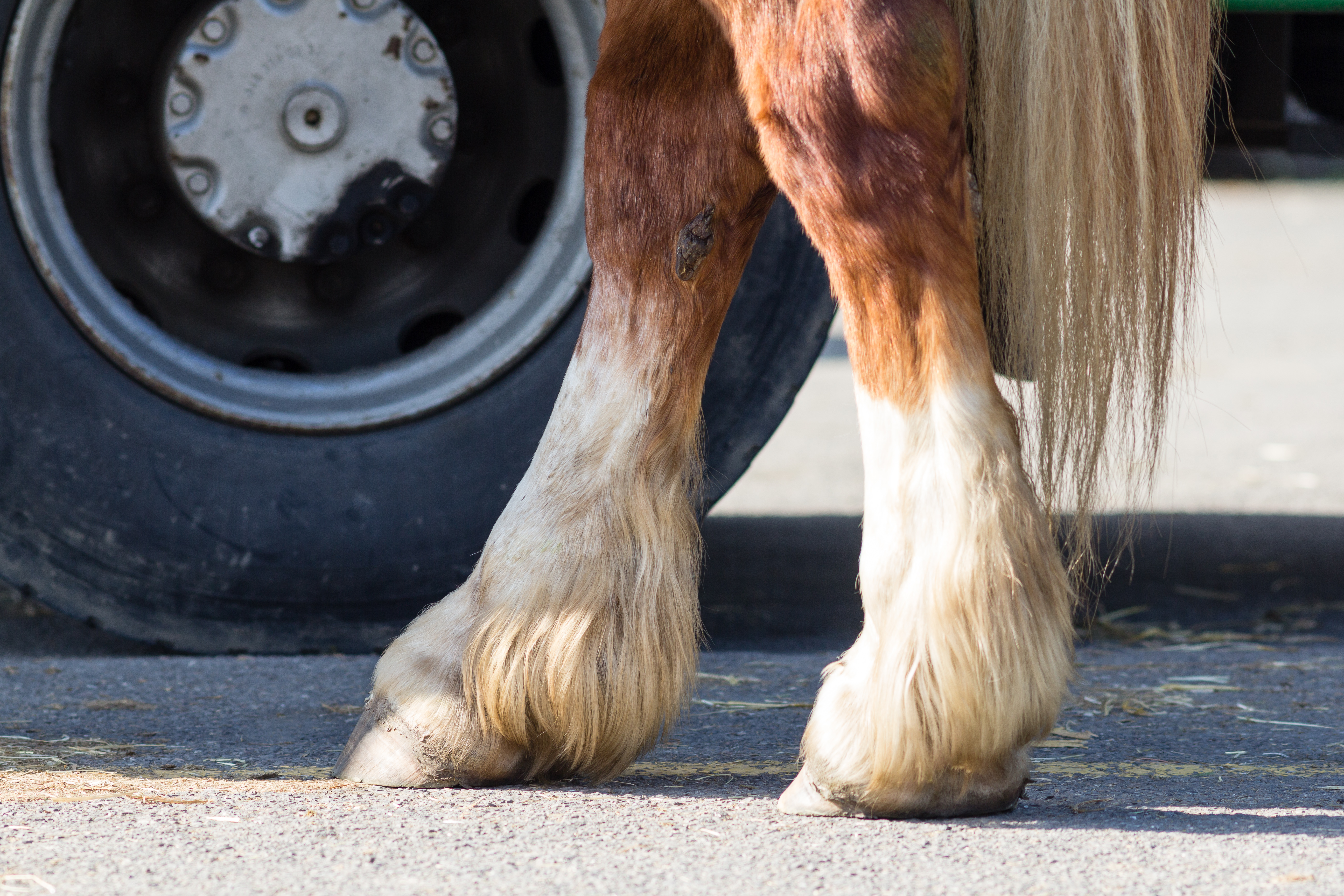
Membres postérieurs d'un cheval breton

Les membres sont courts mais puissants, avec des jointures larges, des pieds bien formés et d'abondants fanons,. Les cuisses et les avant-bras sont très musclés, les canons courts et secs,. Les genoux sont, par contre, relativement bas. Les membres antérieurs parfois mal appuyés peuvent donner aux chevaux une irrégularité d'allure et les faire billarder. Ces membres courts donnent au cheval Breton un aspect ramassé, qui s'explique par son utilisation historique sur des exploitations au terrain accidenté, nécessitant une meilleure accroche que sur les terrains plats.

### Robes
Le Breton porte habituellement une robe alezane, souvent avec des crins lavés, mais son standard accepte aussi le bai, l'aubère, le rouan, le noir, le bai-brun et le chocolat. Si certaines encyclopédies affirment que le gris est accepté, ce n'est pas le cas selon la version du 26 mai 2011 du règlement du stud-book de race. La raison s'explique sans doute par le fait que la robe grise est issue des croisements avec le Percheron. Elle a été discriminée tout au long du XIXe siècle, au profit des robes foncées.

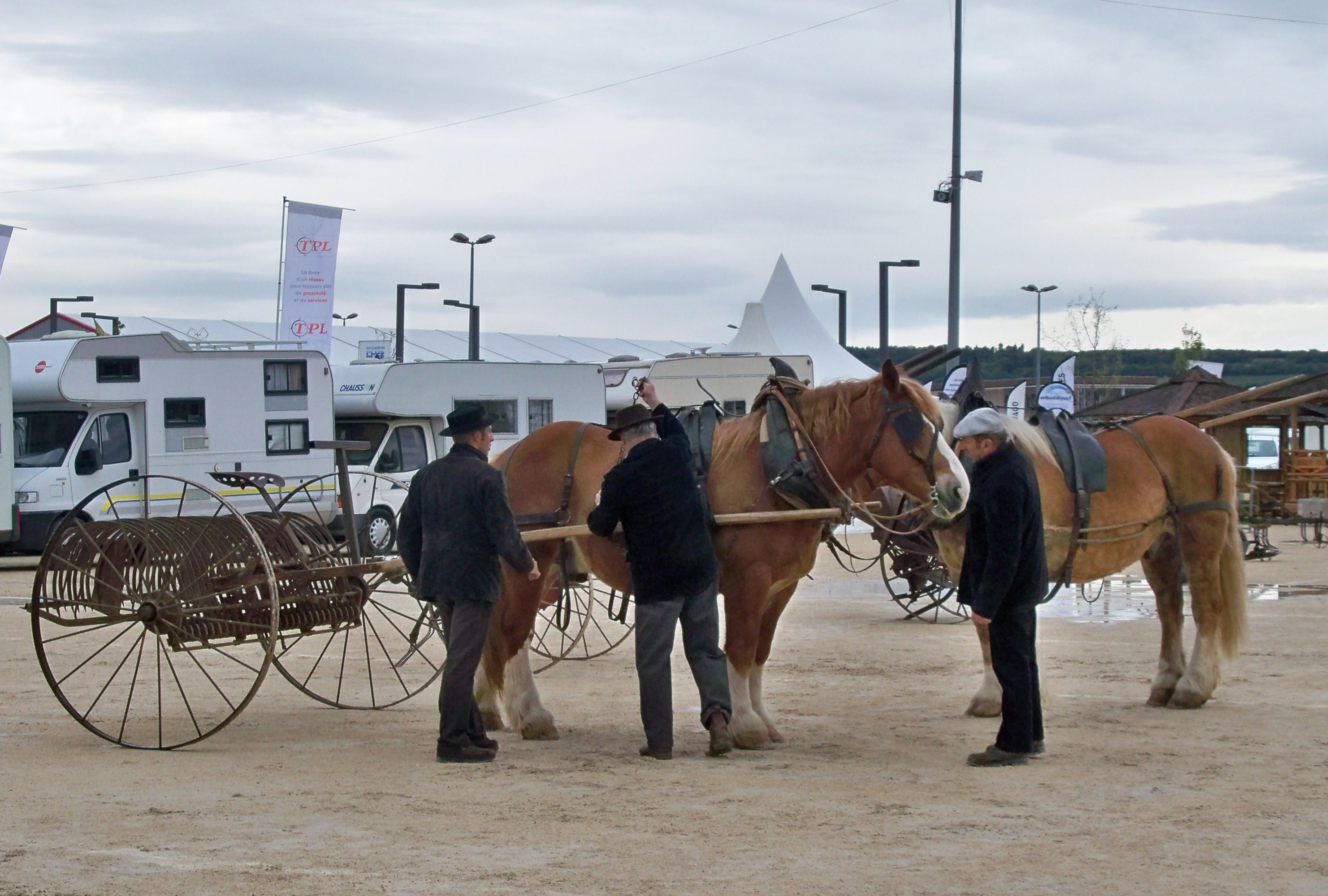
L'alezan est la robe la plus fréquente.
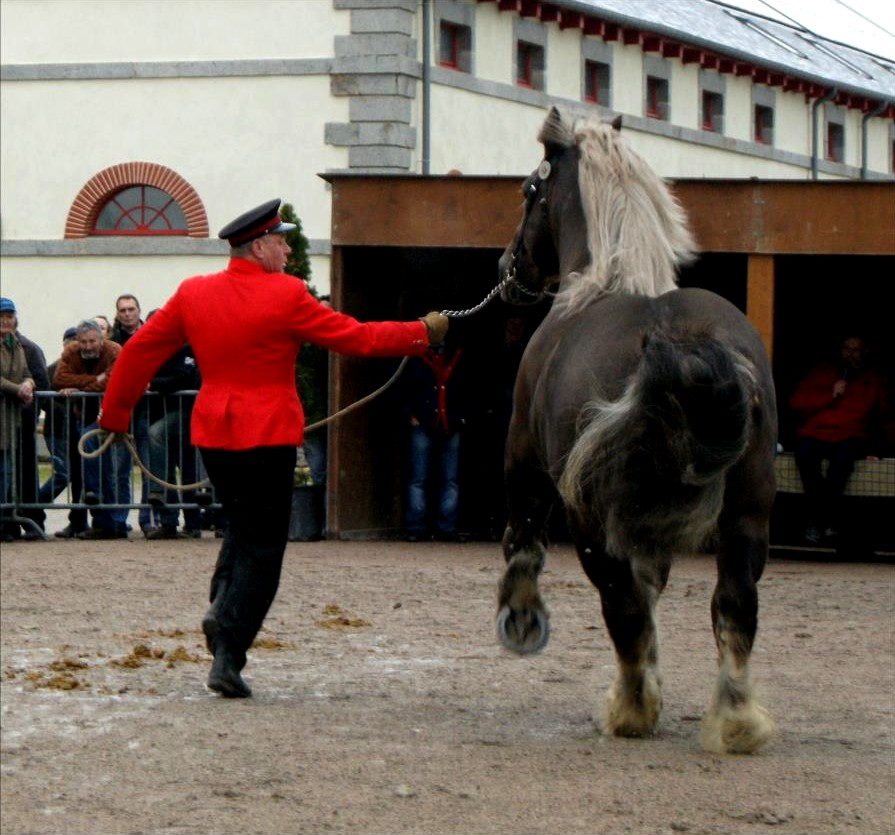
Rigolo de Feins, étalon national alezan brûlé aux crins lavés, au haras national de Lamballe
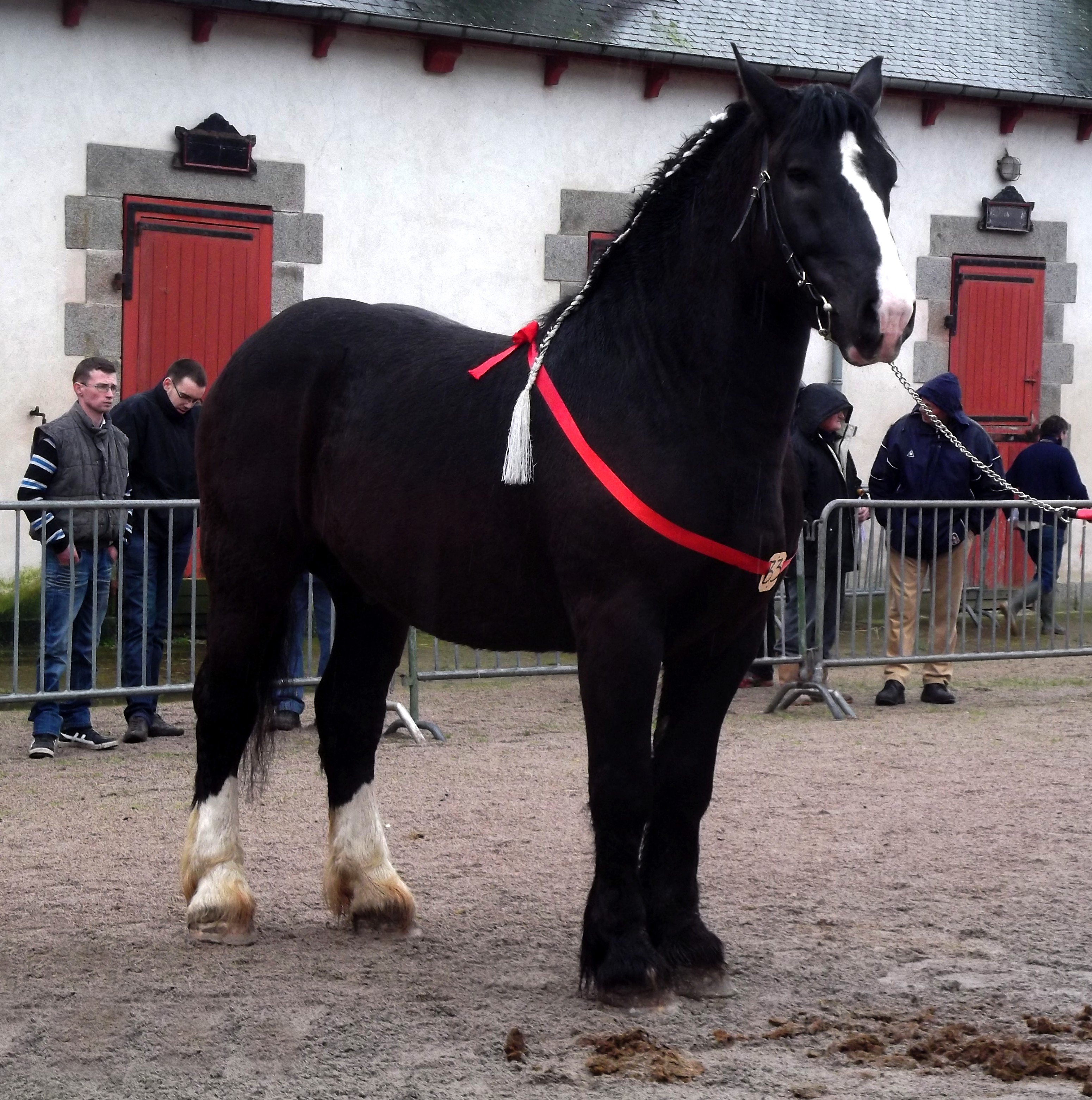
Vivaldi de St Fiacre, l'un des rares étalons de robe noire

Historiquement, la mode de la robe alezane a rendu le bai beaucoup moins fréquent : dans les années 1970, les juges des concours se sont appliqués à écarter les sujets autres qu'alezans. La raison est peut-être à chercher, ainsi que l'affirme un éleveur belge, dans les croisements effectués avec des chevaux Ardennais qui sont presque toujours de robe baie. Les éleveurs bretons ont cherché à éliminer la robe baie de leurs élevages, peut-être pour effacer cette particularité qui leur rappelle les croisements et le métissage. L'alezan foncé ou brûlé et l'aubère foncé sont désormais particulièrement recherchés. La plupart des chevaux portent beaucoup de marques blanches, dont de hautes balzanes et une large liste en tête, dite « belle face », en raison de la présence du gène sabino parmi les ressources génétiques de la race. Toutefois, le stud-book tente désormais de limiter la présence du blanc. Le blanc a mauvaise réputation, la corne blanche des sabots est réputée moins solide et les poils blancs sur le ventre donneraient des maladies d'après certains éleveurs.

### Tempérament et entretien

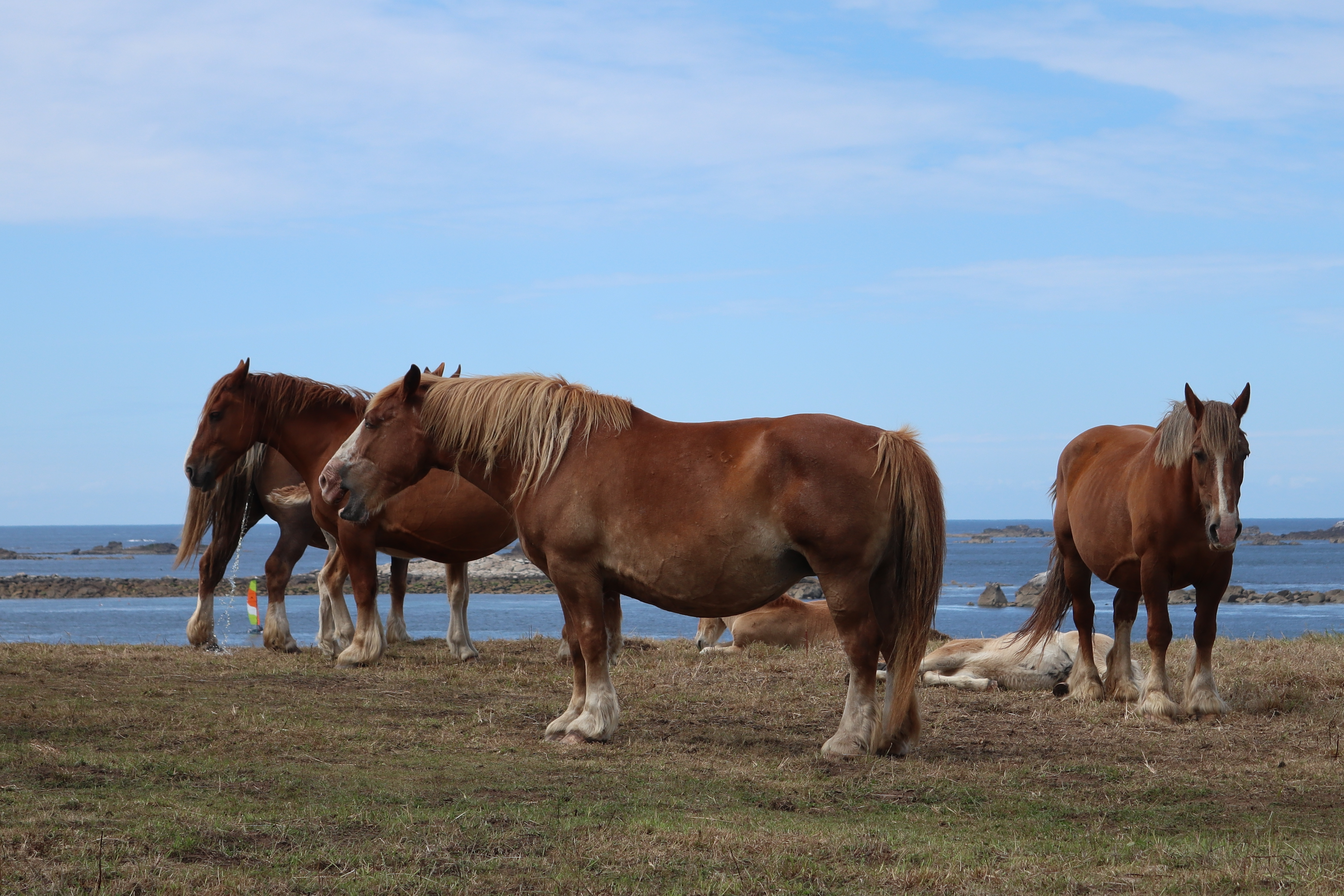
Groupe de chevaux bretons à Trémazan, Finistère.

Ce cheval est réputé robuste, rustique et travailleur, ni exigeant, ni lunatique, familier et gentil. Malgré sa masse et ses membres courts, il possède des allures actives, et notamment un trot vif. Sa bonne résistance aux climats chauds est appréciée à l'exportation. Lorsqu'en 1917 la création d'une race de chevaux de trait est préconisée au Maroc, le Breton est proposé pour l'importation et les croisements. Il en est de même en Algérie en 1913.
Une particularité documentée du cheval Breton est celle de se nourrir d'ajoncs, au point de braver les piquants pour attraper de jeunes pousses au bord des fossés. Yann Brekilien rapporte même un proverbe populaire : « Cheval de jonc, cheval Breton », ajoutant que les paysans hachaient la plante pour en nourrir leurs chevaux au lieu d'utiliser l'avoine, et que les bêtes s'en accommodaient très bien.

### Allures
Malgré sa masse et ses membres courts, le Breton possède des allures actives, et notamment un trot vif.
Le Breton a fait l'objet d'une étude visant à déterminer la présence de la mutation du gène DMRT3 à l'origine des allures supplémentaire : l'étude de 15 sujets a permis de confirmer l'absence de cette mutation chez tous les chevaux testés, ainsi que l'absence de chevaux présentant des allures supplémentaires parmi les sujets de la race. 

### Sélection

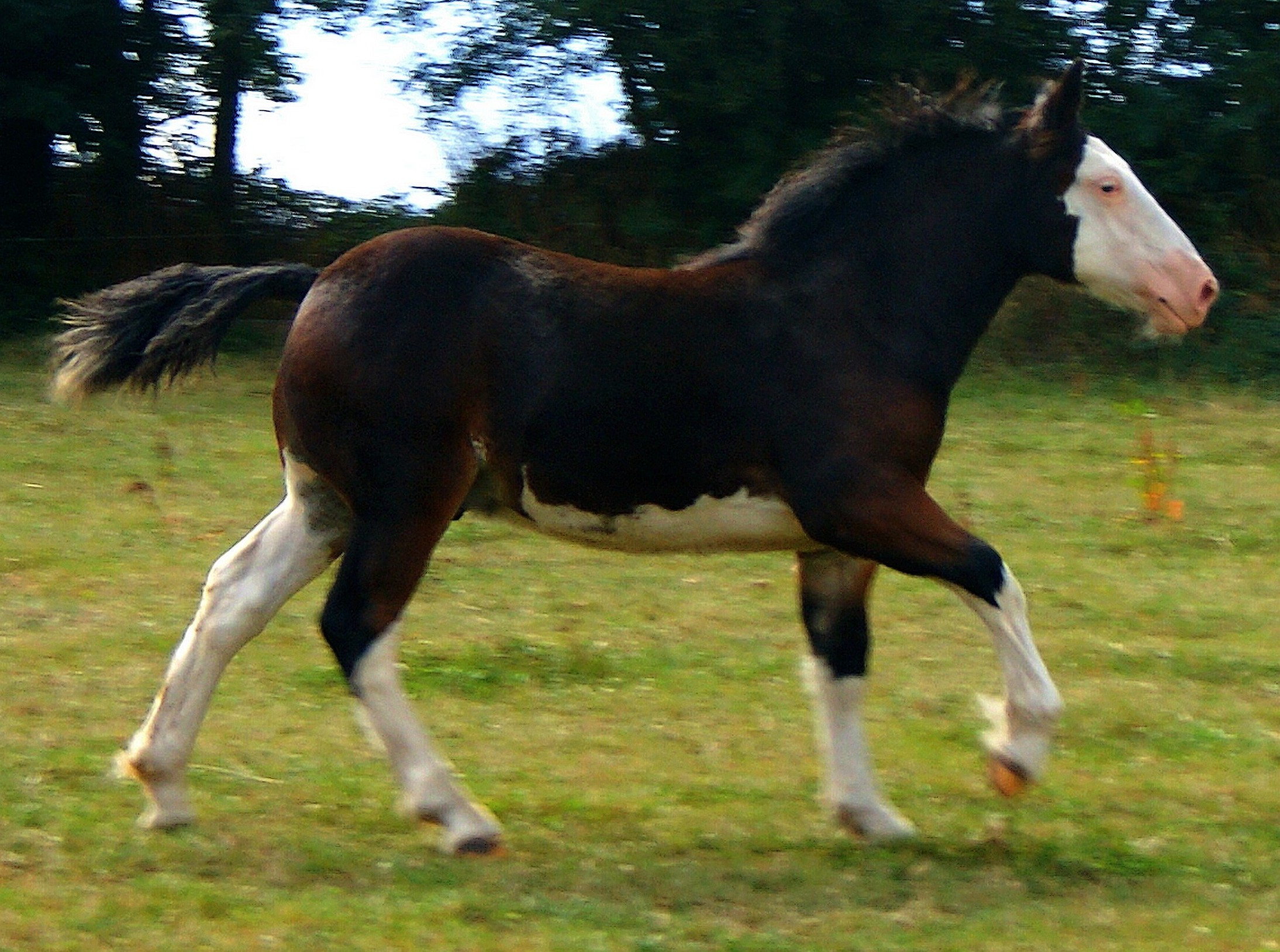
Le poulain Dolmen, un bai très marqué de blanc, écarté du stud-book en raison de sa robe.

Le syndicat des éleveurs du cheval breton a vocation à représenter la race, sélectionner et améliorer le cheptel, et rassembler les éleveurs et personnes concernées par le cheval breton. En 2003, pour la sélection des animaux, son attention est portée sur la fertilité des étalons et la limitation des marques blanches. La robe pie est en effet interdite par le standard de race. La jument Dame de Pique et l'étalon Océanique ont toutefois transmis de grandes marques blanches à leur descendance, les éleveurs parlent même d'un « empoisonnement des robes ». Les poulains dont les balzanes montent au-dessus des articulations sont généralement vendus pour la boucherie, et les marques blanches ne doivent idéalement pas dépasser le dessus du sabot ni l'étoile en-tête. Cette orientation a été incluse en 2009 au règlement du stud-book de la race, qui prévoit le refus des marques blanches en dehors de la tête et des membres, des balzanes dépassant la base du jarret et le canon, et de la liste prolongée par un ladre ou du blanc sur les naseaux et aux lèvres. C'est ainsi que le poulain Dolmen, né le 13 avril 2013 avec du blanc étendu, a été écarté du stud-book de la race malgré l'inscription de ses deux parents et son identification en règle. Une pétition a été créée pour le faire accepter.
Les éleveurs cherchent aussi à alléger le modèle postier pour le sortir du créneau hippophagique, et à l'adapter pour l'attelage de compétition et de loisir. Les poulains issus d’insémination artificielle et de transfert d’embryon sont inscriptibles au stud-book. Les poulains enregistrés peuvent être marqués d'une hermine, symbole de la Bretagne, sur le côté gauche de l'encolure,.

#### Maladies génétiques
Le cheval breton peut être touché par diverses maladies génétiques. Le gène récessif responsable de l'épidermolyse bulleuse jonctionnelle létale est présent chez environ 14 % des chevaux de la race (en 2015). Cette maladie provoque la naissance de poulains dépourvus de peau à certains endroits du corps, qui meurent rapidement après la naissance. Un test génétique permet de la dépister et donc d'éviter le croisement de deux chevaux porteurs. Depuis 2004, le programme d’éradication mis en place par le syndicat d'élevage et les haras nationaux impose le testage systématique des étalons reproducteurs. La présence du gène a depuis reculé. Le cheval breton peut également être porteur de la myopathie à stockage de polysaccharides (PSSM), une maladie génétique dominante qui provoque une dégradation des muscles et des « coups de sang ». Aucune étude n'a été réalisée sur le cheptel français, cependant, une étude américaine réalisée en 2010 sur 51 chevaux bretons a révélé que 64 % d'entre eux étaient porteurs de la mutation responsable de la maladie.

## Utilisations

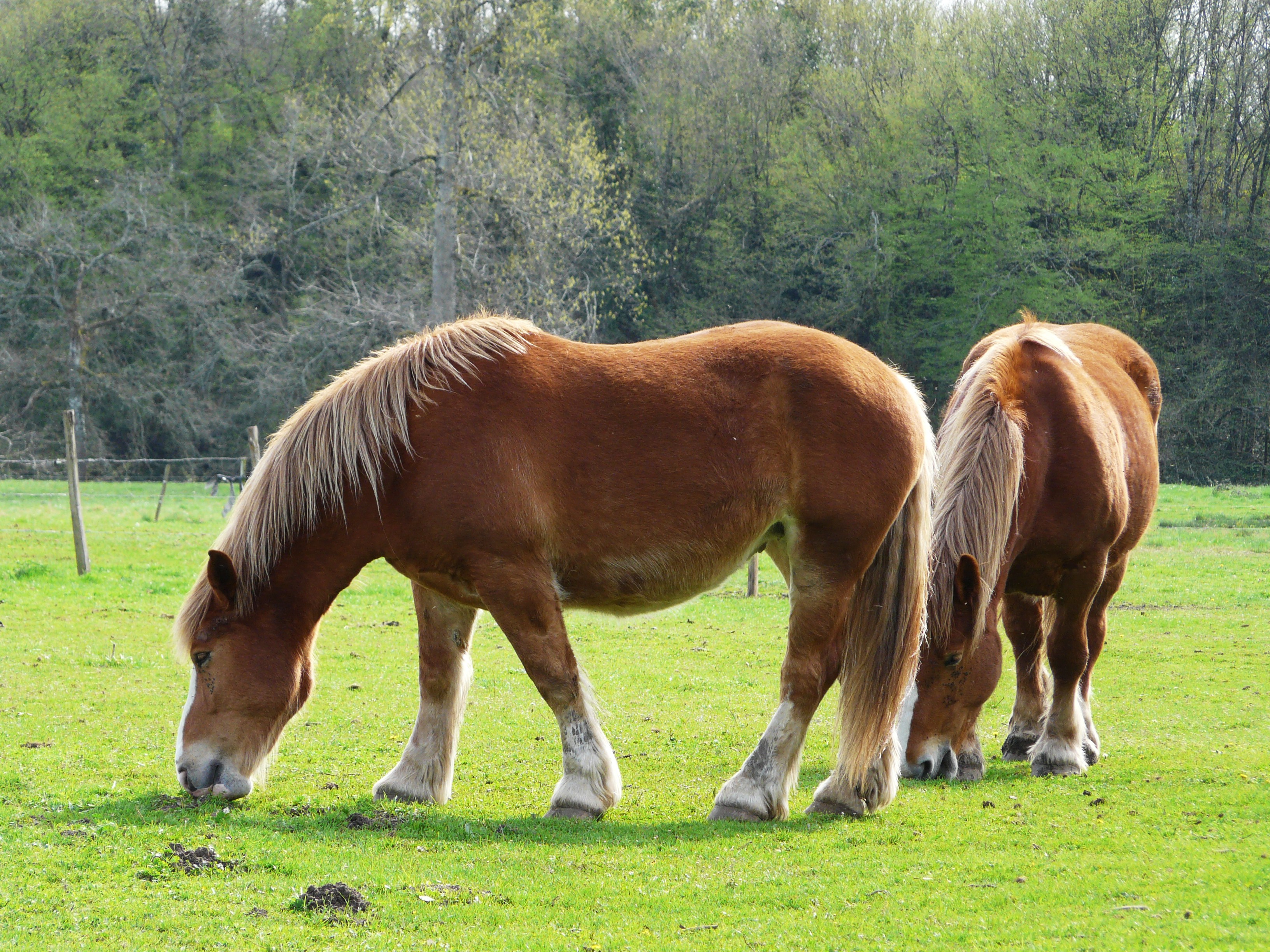
Les chevaux Bretons les plus lourds, comme ceux-ci, à Creyssac, restent majoritairement élevés pour leur viande.

Le cheval Breton est historiquement un animal de travail, recherché par les militaires. Ses qualités lui ont valu d'être croisé pour améliorer d'autres races, et de faire naître des mules. Il possède désormais des capacités variées en raison des différents types de la race. Les plus petits et légers peuvent être utilisés sous la selle et pour un travail de trait léger et rapide, tandis que les plus lourds sont idéaux pour la traction lourde et les travaux d'agriculture, bien qu'ils restent majoritairement élevés pour leur viande. La demande pour les loisirs reste assez faible et l'hippophagie constitue toujours le principal moteur économique de l'élevage.

### Production de viande
Le principal débouché du cheval Breton est la production de viande. Il est particulièrement apprécié des éleveurs en raison de sa rusticité et de sa croissance rapide, permettant de produire une viande de qualité en peu de temps, notamment à destination du marché italien, grand consommateur de jeune viande chevaline. Le syndicat de la race estime que le maintien de cette production est indispensable en dépit des controverses qu'elle suscite.

### Loisir et compétition

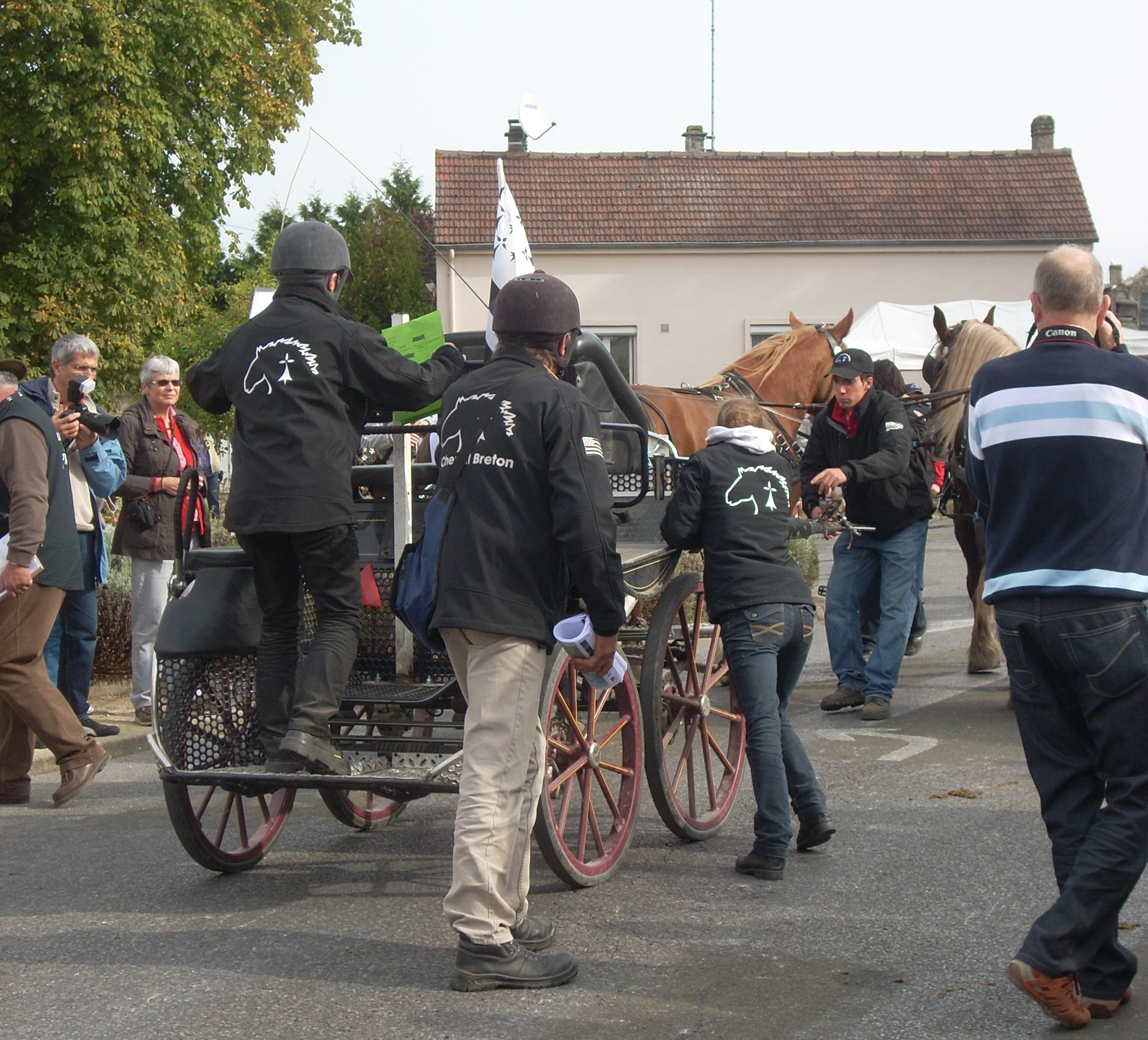
L'équipe bretonne sur la Route du poisson de 2012.

Différentes initiatives visent à positionner le cheval Breton dans le secteur des loisirs et de la « compagnie » en le recommandant pour la promenade montée et attelée, et dans les clubs d'équitation (dans lesquels il peut aussi réaliser les travaux de cour et d'écurie, ou être monté pour la voltige en cercle). L'essor de l'équitation de loisir et du tourisme équestre, attelé en particulier (la Bretagne étant l'une des régions où ce secteur est le plus développé, avec plus de 600 km de chemins balisés), a permis à la race de trouver de nouveaux débouchés dans la traction de roulottes et de chariots bâchés. Le cheval Breton est également attelé dans des fêtes de villages et des défilés costumés, il est représenté dans nombre de fêtes bretonnes, mais aussi dans des spectacles à Paris,. On le retrouve attelé à des calèches de promenade, ou pour des mariages et des réceptions.
Contrairement à bien d'autres races de trait, le postier Breton a toujours été utilisé à la traction. Ils peuvent s'essayer à l'attelage de compétition, secteur qui a très fortement progressé depuis 1995 avec des concours d'utilisation organisés par les haras nationaux français, et des concours ouverts aux jeunes chevaux de toutes les races, organisés par la société hippique française et la fédération française d'équitation. Le cheval Breton dispute ses concours attelés sur quatre épreuves en général, la présentation et le dressage, le marathon, la maniabilité et la traction.

### Travail et entretien des espaces verts

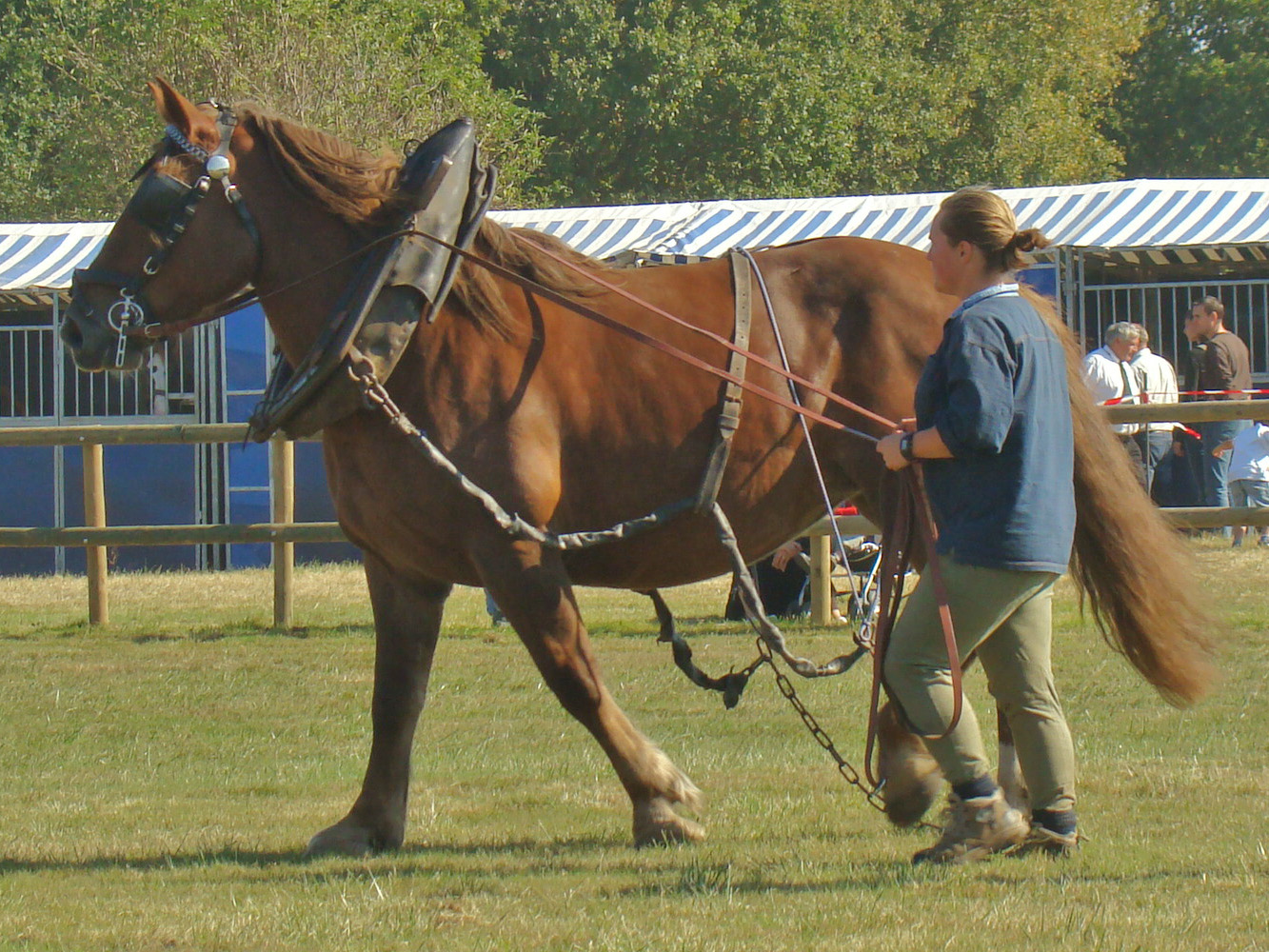
Trait breton en démonstration de labour à la Fête du Cheval du Poney et de l'Âne, à Rennes.

Le cheval Breton est de retour au travail, restant une aide précieuse pour le débardage forestier, les cultures maraîchères, et les passages minutieux entre les pieds de vigne. La race est utilisée sur de petites exploitations, les légumiers de la « ceinture dorée », dans le Finistère nord, l'ont adopté dans leurs champs d'artichauts, de choux-fleurs et de pommes de terre, pour le binage, le battage et le transport des têtes de légumes : son utilisation permet de ne pas tasser le sol à l'approche de l'hiver. De plus, le fumier produit par le cheval est valorisé, au point que dans les années 1980, il rapporte davantage à la revente que ne coûte la nourriture de l'animal. Ces chevaux recueillent aussi des algues sur les plages bretonnes, notamment du goémon en pays Bigouden. Le syndicat de race promeut son retour en ville, pour l'entretien des parcs, les travaux d'entretien et de voirie. Depuis 2007, le festival interceltique de Lorient emploie un trait Breton pour la collecte des déchets, l’expérience devant être étendue en 2011. Une épicière de Pluherlin a créé une « équicerie » grâce à une roulotte aménagée et à Stourm, son postier Breton. L'attelage parcourt chaque jour les quinze kilomètres séparant Pluherlin et Rochefort-en-Terre, afin de faire des livraisons à domicile
Une autre utilisation de la race est l'entretien des espaces verts par la consommation des végétaux, dans des zones de déprise agricole et des zones naturelles sensibles, grâce à sa rusticité. Le cheval Breton est testé dans les régions marécageuses, les dunes et les landes, ainsi qu'à l'estive avec d'autres herbivores. L'une des plus célèbres expériences concerne la forêt de Brocéliande.

### Croisements et production de mules
Le Breton est ou a été lui-même beaucoup utilisé en croisement avec d'autres races de chevaux. Il influence significativement le cheval canadien, puisque des membres de la race ont été envoyés en Nouvelle-France (Canada) au cours du XVIIe siècle. Il est également utilisé pour croiser avec le Franches-Montagnes suisse, et d'autres races de trait lourd. Après la Seconde Guerre mondiale, un étalon Breton influence le trait du Schleswig, en Allemagne. Des Bretons sont envoyés en Inde pour produire des mules, et à l'élevage de Saharanpur, ils sont croisés avec l'étalon anglo-arabe Mystère pour produire des chevaux carrossiers. La race du trait italien est issue de croisements avec des chevaux bretons, ce croisement est toujours autorisé par le stud-book italien.
Le Breton donne aussi des mules, par croisement avec l'âne grand noir du Berry ou le baudet catalan. En Espagne, le trait Breton est à l'origine de l'Hispano-Bretón, cheval de trait majoritairement destiné à la production de viande.

## Diffusion de l'élevage

Logo du syndicat des éleveurs du cheval breton.

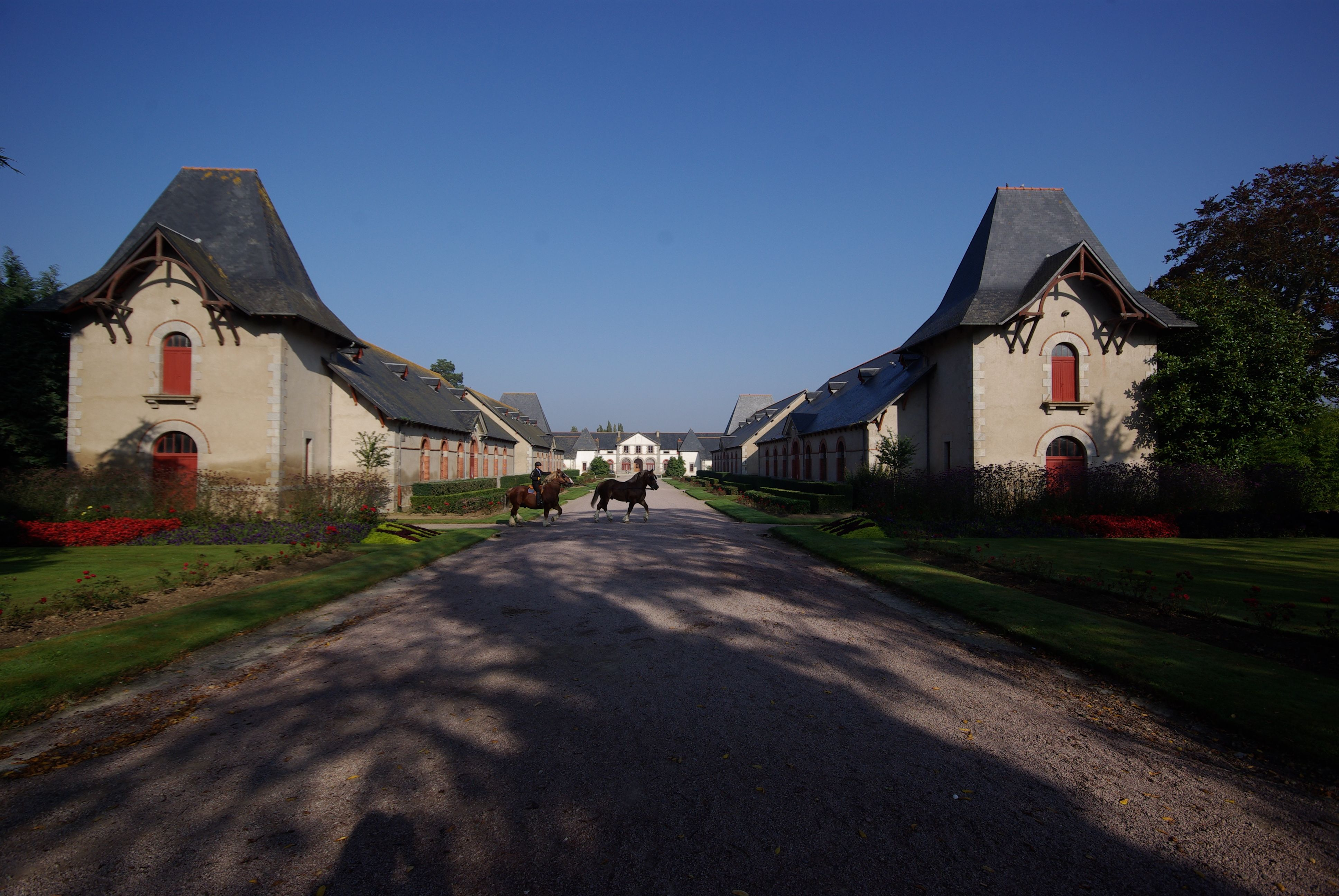
L'entrée ouest du haras national de Lamballe, avec deux chevaux Bretons au travail.

Le Breton est une race transfrontière à diffusion internationale. Par ailleurs, l'ouvrage Equine Science (4e édition de 2012) le classe parmi les races de chevaux de trait peu connues au niveau international.

### En Bretagne et en France
C'est l'un des chevaux de trait français dont les effectifs sont les plus importants, fin 2012, on compte environ 15 000 chevaux et 3 200 éleveurs. Avec 4 043 immatriculations en 2007, le Breton a représenté 28 % du total des chevaux de trait. Il connaît aussi une forte progression puisqu'en 2001, les 3 418 immatriculations de la race représentaient alors 19 % des chevaux de trait. Le nombre d'éleveurs a lui aussi progressé, passant de 2599 en 2001 à 2811 en 2002. En 2010, il tend à se stabiliser, avec 4 037 nouvelles immatriculations en 2008 contre 4 053 en 2007, accompagnées d'une très légère diminution des juments saillies, des étalons en activité et du nombre d'éleveurs,
L'expansion du cheval Breton est comparable à celle du Comtois, avec un doublement des effectifs entre les années 1990 et le début des années 2000. Il est, comme ce dernier, adapté à la moyenne montagne, de robe principalement alezane, et élevé de manière extensive à destination de la boucherie. En 2023, le Breton est néanmoins considéré par l'INRAE comme une race chevaline française menacée d'extinction.
| Année                           | 1992 | 1996 | 2000 | 2004 | 2005 | 2006 | 2007 | 2008 | 2009 | 2010 | 2011 | 2012 | 2013 |
| ------------------------------- | ---- | ---- | ---- | ---- | ---- | ---- | ---- | ---- | ---- | ---- | ---- | ---- | ---- |
| Nombre de poulinages en France. | 1772 | 2221 | 3286 | 3508 | 3653 | 3881 | 4075 | 4064 | 3896 | 3816 | 3524 | 3285 | 3011 |

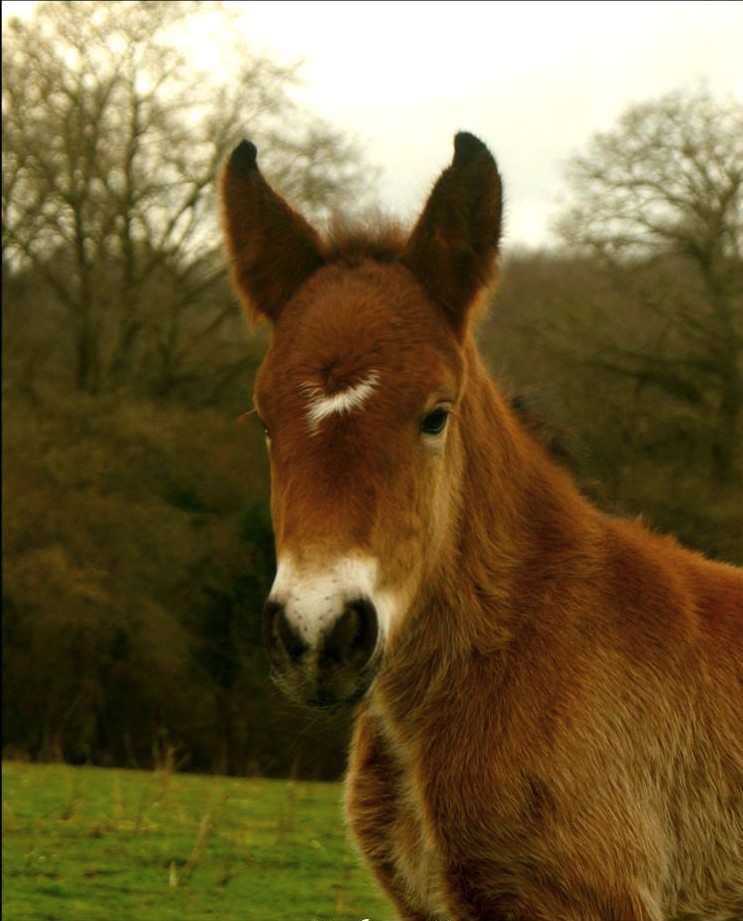
Pouliche bretonne baie née à l'élevage de Kerloc, à Saint Fiacre.

Si la population de la race reste réduite en comparaison avec les chevaux de selle populaires, elle a été remarquée par les chercheurs pour sa riche diversité génétique. En 2002, 63 % des étalons sont stationnés en dehors de Bretagne. Les anciennes restrictions d'enregistrement n'ont pas empêché l'élevage de se répandre dans toute la France et autour du monde, notamment en Italie et au Japon. La plupart des naissances hors Bretagne ont lieu en moyenne montagne, dans le Massif central et les Pyrénées. Toutes races confondues, la Bretagne recèle environ 50 000 chevaux.
Les restrictions ont posé un problème de perte génétique lors de l'enregistrement des poulains Bretons au registre généalogique, car pendant longtemps, seuls les animaux nés dans le berceau d'origine, la Bretagne historique, pouvaient y figurer. Désormais, la notion de berceau n'existe plus, et tous les chevaux issus de parents eux-mêmes Bretons sont automatiquement inscriptibles au registre d'élevage. Une politique d'enregistrement à titre initial a aussi permis une forte augmentation des effectifs de la race.
Le cheval Breton reste élevé principalement au haras national de Lamballe (qui effectue une présentation de ses animaux chaque année), à celui d'Hennebont (la parade annuelle de ses étalons attire des milliers de visiteurs) et autour de La Roche-sur-Yon. En 2008, la grande majorité des éleveurs sont localisés en Bretagne, les autres en Auvergne, Midi-Pyrénées, Aquitaine, Pays de la Loire et Limousin. Le cheval Breton est visible chaque année au salon du cheval de Paris et au salon international de l'agriculture. Le syndicat de la race compte 1 200 adhérents en 2002.

### Dans le reste du monde
Ce cheval continue d’être exporté, pas seulement pour le marché de la viande puisqu'au début du XXIe siècle, une cinquantaine d'étalons reproducteurs partent chaque année améliorer des souches locales, ou pour le travail agricole. Le Brésil importe un ou deux chevaux chaque année, et constitue le seul pays à posséder un registre de la race bretonne hors de la France. L’Espagne, l'Italie et l'Afrique du Nord sont les trois autres principaux importateurs. Au Japon, un recensement de la FAO fait état de 1 115 Bretons présents dans le pays en 1999.

## Cheval Breton dans la culture

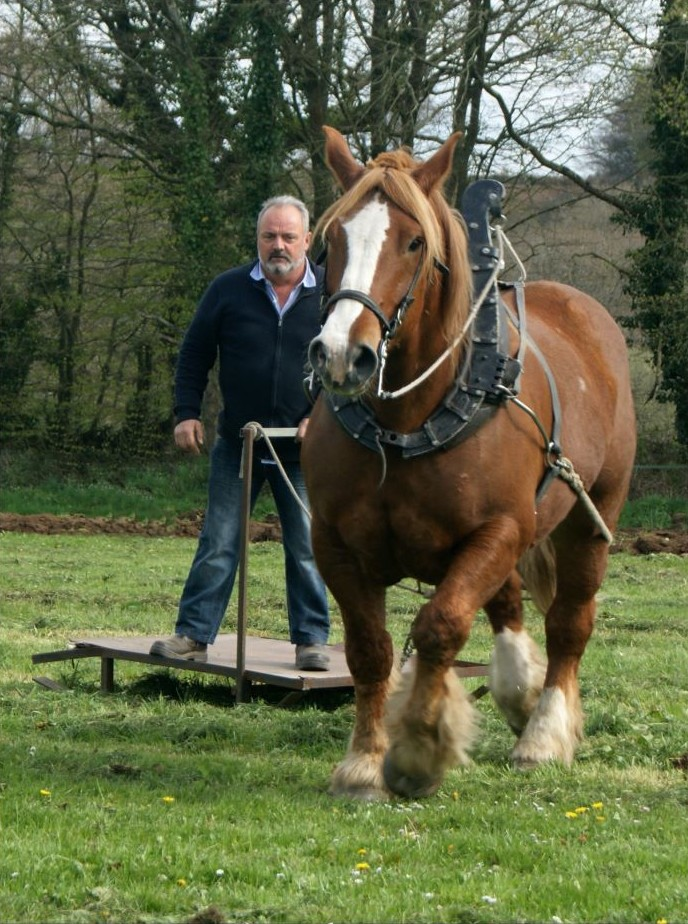
Jean-Jacques Séité, débardeur professionnel, et son hongre breton Oscar lors d'une démonstration de maniabilité à la voix.

Le cheval Breton est incontestablement un patrimoine culturel. La culture marchande historique de la Bretagne a disparu avec la motorisation, mais un attachement profond reste entre éleveurs, utilisateurs, et chevaux bretons, teinté de nostalgie de l'âge d'or de ce cheval de trait. Les habitants témoignent d'un certain régionalisme à travers l’intérêt pour leurs chevaux, leurs concours d'élevages, et les foires qui attirent un public nombreux. De même, le marché touristique européen contribue à une folklorisation des chevaux et des paysans bretons. Cet attachement est proche d'une « parenté totémique » : l'éleveur de Bretons emploie par exemple le « nous » pour parler de ses chevaux et de lui, ou de l'ensemble des éleveurs et chevaux de son pays.
L'attachement des paysans bretons pour le cheval de leur pays ainsi que le statut de celui-ci sont largement mis en scène dans Le Cheval d'orgueil de Pierre-Jakez Hélias, adapté au cinéma par Claude Chabrol en 1980. D'autres œuvres parlent de chevaux bretons sans en faire leur sujet principal, Honoré de Balzac en mentionne ainsi dans son roman Les Chouans.
La peintre Rosa Bonheur a eu plusieurs fois l'occasion de travailler sur des chevaux Bretons. La place de Callac s'est vue offrir par le ministère de la culture en 1958 une statue du célèbre étalon reproducteur Naous, réalisée à la fin de la vie du cheval. En 1983, la mairie de Landivisiau a érigé la statue d'un cheval Breton à l'endroit où se tenait jadis son célèbre marché au chevaux, qui attirait de très nombreux maquignons.
Le domaine de Ménez-Meur, dans les monts d'Arrée, accueille une maison du cheval Breton. En 1998, Jean-Maurice Colombel créé une exposition autour du cheval et des hommes, qui a été vue à Rennes, Vannes, Vitré et Hennebont, entre autres, jusqu'en 2003. Un postier Breton, Naer (signifiant « Serpent », en Breton), joue avec son dresseur Laurent Jahan un numéro de combat médiéval, présenté notamment à cheval Passion. Il s'est taillé depuis une solide réputation de cheval de spectacle, et tourne dans toute l'Europe et à New-York.